# Lizio
Lizio [lizjo] est une commune française, située dans le département du Morbihan de la région Bretagne. Ses habitants sont appelés les Liziotais. Lizio appartient à la communauté de communes De l'Oust à Brocéliande Communauté.
D'un point de vue culturel, cette commune se trouve en Haute-Bretagne, c'est-à-dire la Bretagne gallaisante, par opposition à la Basse-Bretagne, la Bretagne bretonnante.

## Géographie

### Situation
Lizio se trouve au nord des Landes de Lanvaux.

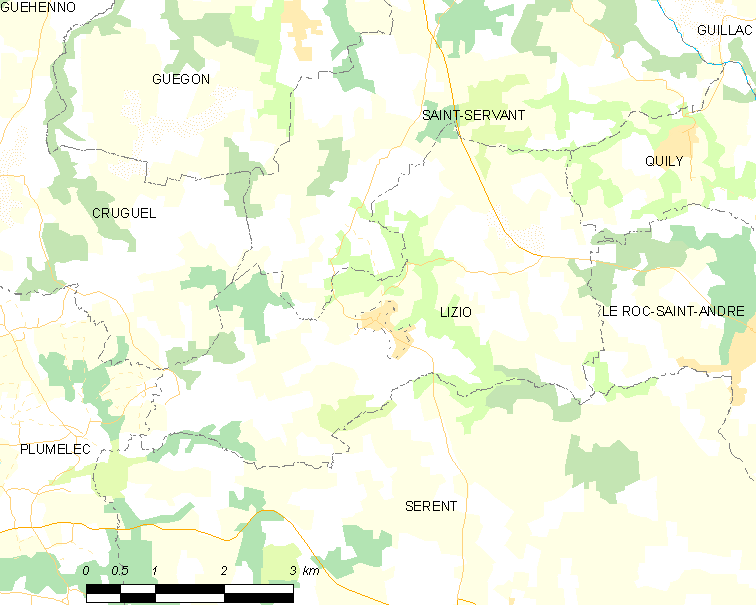
Carte de la commune de Lizio et des communes avoisinantes.

|          | Saint-Servant | Val-d'Oust |
| Cruguel  | Lizio         | Val-d'Oust |
| Plumelec | Serent        |            |

### Relief et hydrographie
Le territoire communal est constitué pour l'essentiel d'un plateau assez bosselé dont les altitudes les plus élevées sont dans la partie septentrionale (163 mètres à l'ouest, ainsi qu'au nord, du hameau de la Chênaie Morio) et décroissent progressivement vers l'est, atteignant à peine 100 mètres d'altitude (91 mètres à Trémaillet par exemple). Le bourg est vers 130 à 140 mètres d'altitude.

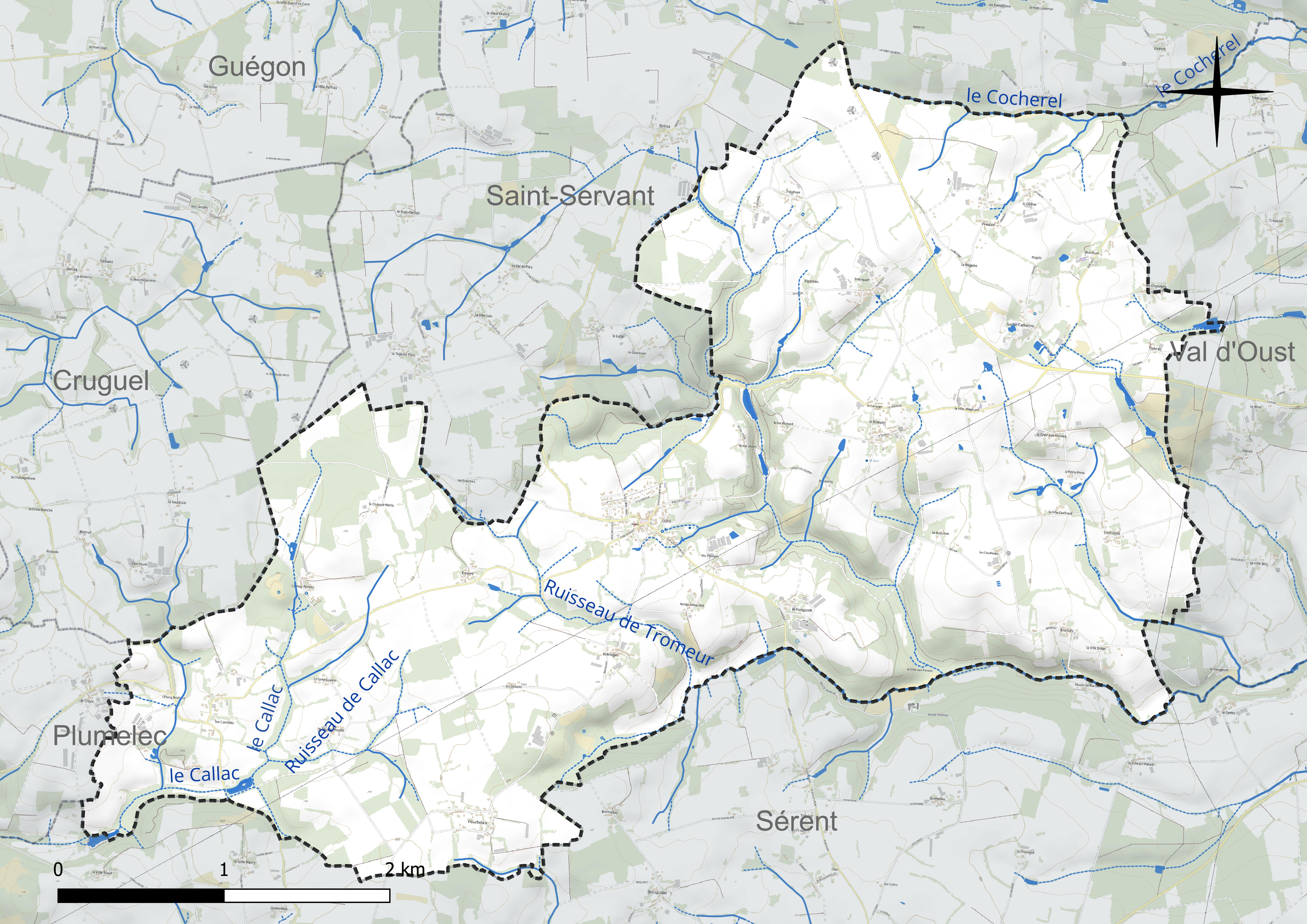
Carte du réseau hydrographique de la commune de Lizio.

Ce plateau est échancré par les vallées des divers petits cours d'eau, qui ont presque tous leur source dans la partie nord-ouest de la commune, et dont l'altitude s'abaisse jusqu'à 42 mètres pour celle du Ruisseau du Tromeur à l'endroit où ce cours d'eau quitte la commune à son extrémité sud-est.
Lizio est limité au nord par le Ruisseau de la Grée Cocherel, qui sert de limite avec Saint-Servant et au sud par le Ruisseau de Tromeur, qui sépare Lizio de Sérent (ces deux cours d'eau sont des affluents de rive droite de l'Oust). Un affluent du Ruisseau du Tromeur traverse la partie centrale de la commune, passant un peu à l'est du bourg et alimente deux petits étangs, dits étangs du Val Jouin, lieux de promenade sentiers de randonnée) et de pêche à la ligne.
Dans la partie sud-ouest du finage communal, le Ruisseau de Callac alimente l'étang de la Ville Baud, à la limite de la partie ouest de la commune de Sérent ; c'est un affluent de rive gauche de la Claie.

### Hydrographie
Pour un article plus général, voir Réseau hydrographique du Morbihan.
La commune est située dans le bassin Loire-Bretagne. Elle est drainée par le Callac, le Tromeur, le Cocherel, le ruisseau de Callac et divers autres petits cours d'eau,.

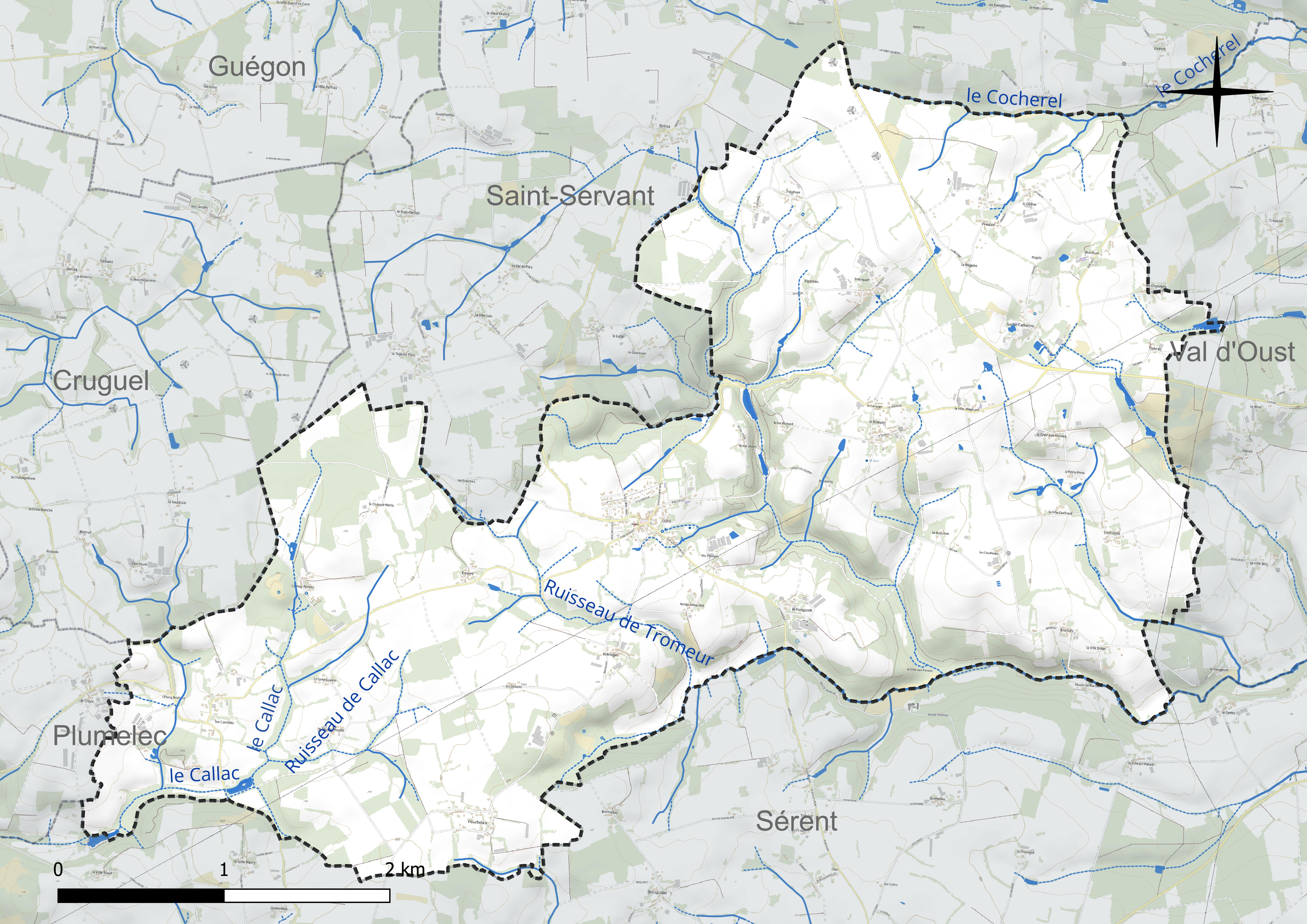
Réseau hydrographique de Lizio.

### Climat
Le climat qui caractérise la commune est qualifié, en 2010, de « climat océanique franc », selon la typologie des climats de la France qui compte alors huit grands types de climats en métropole. En 2020, la commune ressort du type « climat océanique » dans la classification établie par Météo-France, qui ne compte désormais, en première approche, que cinq grands types de climats en métropole. Ce type de climat se traduit par des températures douces et une pluviométrie relativement abondante (en liaison avec les perturbations venant de l'Atlantique), répartie tout au long de l'année avec un léger maximum d'octobre à février.
Les paramètres climatiques qui ont permis d’établir la typologie de 2010 comportent six variables pour les températures et huit pour les précipitations, dont les valeurs correspondent à la normale 1971-2000. Les sept principales variables caractérisant la commune sont présentées dans l'encadré ci-après.
| Paramètres climatiques communaux sur la période 1971-2000 - Moyenne annuelle de température : 11,3 °C - Nombre de jours avec une température inférieure à −5 °C : 1,7 j - Nombre de jours avec une température supérieure à 30 °C : 2 j - Amplitude thermique annuelle : 12,4 °C - Cumuls annuels de précipitation : 936 mm - Nombre de jours de précipitation en janvier : 13,4 j - Nombre de jours de précipitation en juillet : 7,1 j |

Avec le changement climatique, ces variables ont évolué. Une étude réalisée en 2014 par la Direction générale de l'Énergie et du Climat complétée par des études régionales prévoit en effet que la  température moyenne devrait croître et la pluviométrie moyenne baisser, avec toutefois de fortes variations régionales. La station météorologique de Météo-France installée sur la commune et en service de 1995 à 2015 permet de connaître l'évolution des indicateurs météorologiques. Le tableau détaillé pour la période 1981-2010 est présenté ci-après.
| Mois                                  | jan.           | fév.        | mars          | avril         | mai         | juin          | jui.           | août        | sep.         | oct.          | nov.          | déc.            | année    |
| ------------------------------------- | -------------- | ----------- | ------------- | ------------- | ----------- | ------------- | -------------- | ----------- | ------------ | ------------- | ------------- | --------------- | -------- |
| Température minimale moyenne (°C)     | 3              | 3,1         | 4,1           | 5,6           | 8,9         | 11,5          | 13             | 13,2        | 11           | 9,3           | 5,6           | 2,9             | 7,6      |
| Température moyenne (°C)              | 5,6            | 6,3         | 8,2           | 10,3          | 13,7        | 16,8          | 18,4           | 18,6        | 16,1         | 12,9          | 8,7           | 5,6             | 11,8     |
| Température maximale moyenne (°C)     | 8,3            | 9,6         | 12,3          | 15,1          | 18,5        | 22,1          | 23,8           | 24,1        | 21,3         | 16,6          | 11,8          | 8,3             | 16       |
| Record de froid (°C) date du record   | −12 02.01.1997 | −8 11.02.12 | −7,5 01.03.05 | −3 03.04.1996 | 2 13.05.10  | 4,5 11.06.11  | 5,5 02.07.1997 | 7 20.08.14  | 3,5 25.09.04 | −2 29.10.03   | −7,5 29.11.10 | −8,5 29.12.1996 | −12 1997 |
| Record de chaleur (°C) date du record | 19 27.01.03    | 17 24.02.14 | 23 20.03.05   | 26,5 30.04.05 | 31 24.05.10 | 34,5 23.06.05 | 36,5 18.07.06  | 38 09.08.03 | 32 04.09.13  | 29,5 02.10.11 | 18 01.11.14   | 14,5 04.12.06   | 38 2003  |
| Précipitations (mm)                   | 119,8          | 84          | 75,5          | 67,9          | 77,9        | 49,4          | 55             | 46          | 73,4         | 108,9         | 106,7         | 120             | 984,5    |

## Urbanisme

### Typologie
Au 1er janvier 2024, Lizio est catégorisée commune rurale à habitat très dispersé, selon la nouvelle grille communale de densité à sept niveaux définie par l'Insee en 2022.
Elle est située hors unité urbaine et hors attraction des villes,.

### Occupation des sols
L'occupation des sols de la commune, telle qu'elle ressort de la base de données européenne d’occupation biophysique des sols Corine Land Cover (CLC), est marquée par l'importance des territoires agricoles (80 % en 2018), une proportion identique à celle de 1990 (80 %). La répartition détaillée en 2018 est la suivante : 
terres arables (37 %), zones agricoles hétérogènes (30,3 %), forêts (18,1 %), prairies (12,7 %), zones urbanisées (1,5 %), milieux à végétation arbustive et/ou herbacée (0,4 %). L'évolution de l’occupation des sols de la commune et de ses infrastructures peut être observée sur les différentes représentations cartographiques du territoire : la carte de Cassini (XVIIIe siècle), la carte d'état-major (1820-1866) et les cartes ou photos aériennes de l'IGN pour la période actuelle (1950 à aujourd'hui).

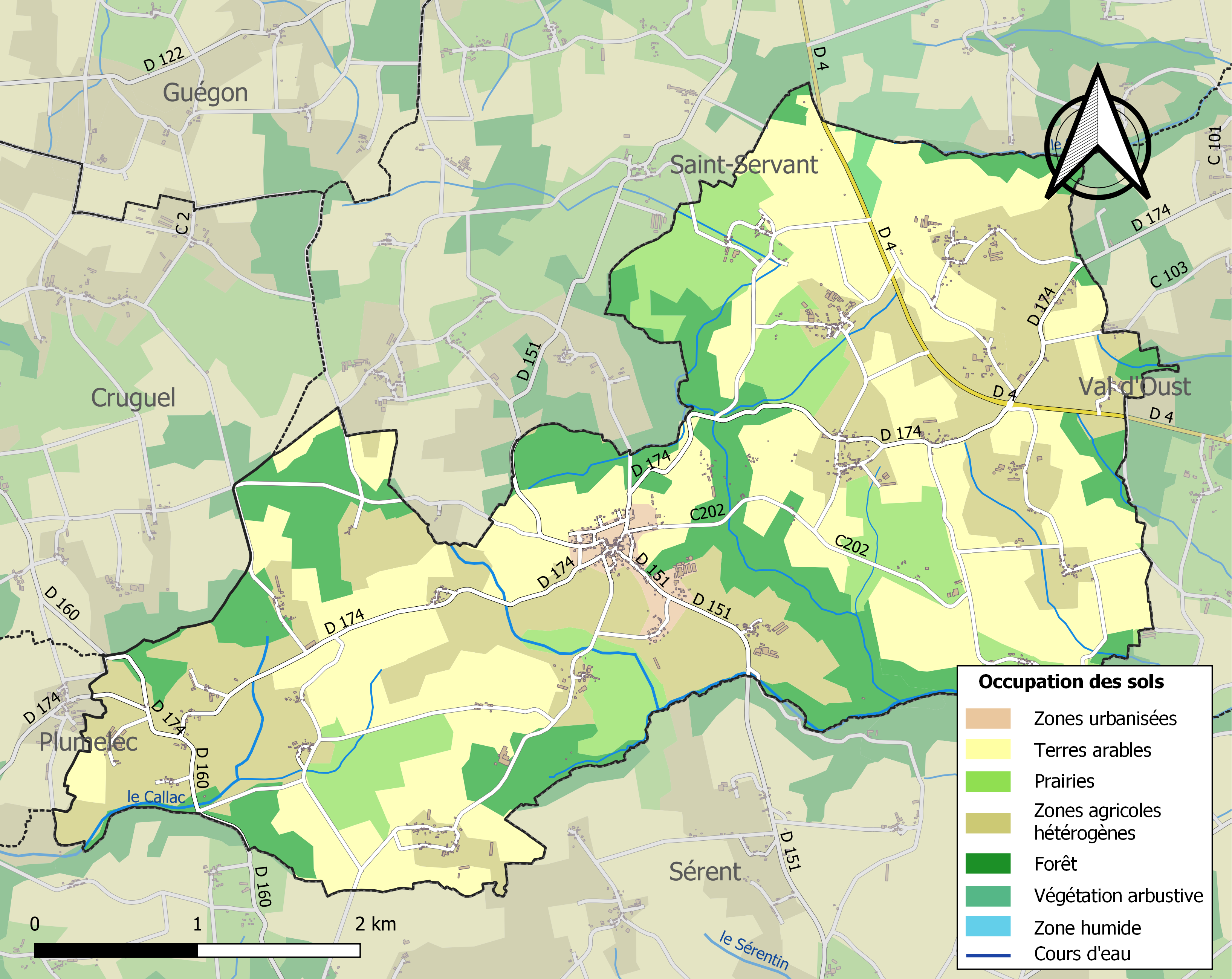
Carte des infrastructures et de l'occupation des sols de la commune en 2018 (CLC).

## Toponymie
Le toponyme Lizio est une adaptation linguistique gallèse de Lizioù, pluriel du mot vieux-breton lis (devenu lez) qui signifie « cour » dans le sens de résidence aristocratique, c'est-à-dire une place fortifiée à la plus haute époque jusqu'à une cour seigneuriale voire une cour de justice ensuite. D'après certains indices du cartulaire de Redon, le mot lis apparait dans la documentation dès le haut Moyen Âge puisqu'on y recense une vingtaine d'exemples dès le début du IXe siècle. La chronologie du mot lis semble pouvoir être établie comme suit : probablement antérieur au IXe siècle, il fut utilisé jusqu'aux XIe et XIIe siècles.
Dans le cas précis de Lizioù qui signifient donc « les cours », l'origine alto-médiévale du mot semble être la plus probable, plus certainement postérieure à l'époque mérovingienne. Aux VIIIe et IXe siècles, il y aurait donc eu l'établissement d'une population bretonne, sans que cela signifie obligatoirement l'absence d'établissements humains antérieurs ou même contemporains.
Malheureusement, l'état des connaissances archéologiques actuelles sur la commune ne permet pas de définir quelles furent ces « cours » : Lizioù désigne-t-il des résidences de chefs bretons, mises en place par ceux-là mêmes qui donnèrent le nom, ou bien des fortifications antérieures toujours en place lors de l'arrivée des Bretons en Armorique ? Quoi qu'il en soit, l'hypothèse d'un rapprochement du mot Lizioù avec l'actuelle Cours des artisans, sise au bourg, est à proscrire puisque ces artisans et donc la mise en place de cette « cour » sont largement postérieurs de plusieurs siècles.
La forme du toponyme du début du XVe siècle nous est connu grâce à la réformation générale du duché de Bretagne mandé par Jean V en 1427 dont les documents subsistants aujourd'hui mentionnent la « chapelle dou Lisou » dans la paroisse de « Serant ». On note ici entre Lizioù et Lizio, la forme « Lisou » encore très proche de la forme bretonne.
Les ingénieurs chargés des relevés de la feuille no 172 de la carte de Cassini datée de 1789 y ont fait figurer « Liziot ». Enfin, en août 1829, le cadastre napoléonien fait lui figurer le toponyme « Lizio », c'est-à-dire la forme communément admise aujourd'hui.

## Histoire

### Préhistoire
Il n'existe aucun vestige préhistorique connu à ce jour sur le territoire de l'actuelle commune de Lizio. Pour se faire une idée du milieu et des sociétés préhistoriques armoricaines de façon générale, se référer à la Préhistoire de la Bretagne.

#### Les tombelles de la lande de Meslan.
Le 21 mars 1882, le chanoine Joseph-Marie Le Mené de la Société Polymathique du Morbihan se rendit sur la lande de Meslan, aux confins de Lizio et de Saint-Servant, à plus de 3 000 m orthodromiques au nord - nord-est du bourg, et y repéra deux groupes de sépultures. Elles ont été découvertes lorsque le propriétaire voulut enclore une partie de cette lande et qu'il s'attaqua à deux tertres faits de pierre et de terre. Le groupe auquel Joseph-Marie Le Mené s'intéressa, le plus important, comportait a priori une trentaine de sépultures ; il n'en fouilla que quatre : une était vide ; une autre révéla « une urne funéraire avec des cendres placées sur une couche de mousse (elle fut cassée par des enfants), et à l'autre extrémité des bracelets en bronze de différentes grosseurs, et quelques fragments de poterie » ; une troisième sépulture contenait de la terre noirâtre sur une épaisseur de quelques centimètres (qu'il supposa être issue de la composition d'un corps), ainsi que quelques tessons éparses de poterie, et surtout une étrange tige de bronze de 14 cm de long pour 0,7 cm de diamètre (cf. le croquis de Louis Marsille ci-dessous) ; enfin, la dernière tombelle fouillée ne donna rien.
En 1882, Joseph-Marie Le Mené crut voir dans la disposition de ces nombreuses tombelles, « un champ de bataille, où les morts ont été inhumés ou brûlés à l'endroit même où ils sont tombés ». Cependant, des études plus récentes ont mis en évidence que ces structures funéraires par groupement de tombelles étaient assez courantes dans les landes morbihannaises puisqu'on en recense dans une vingtaine de communes. Joseph-Marie Le Mené appela de ses vœux la poursuite des fouilles en 1882, cependant, il ne semble pas qu'il y ait eu des fouilles plus poussées ; sans doute, le propriétaire a-t-il ensuite détruit ce champ de sépultures, par le défrichement et la mise en culture de l'ancienne lande car la « pauvreté  [de ces petits tertres funéraires (du point de vue du mobilier)] a fait qu'ils ont été délaissés et qu'il y a eu peu de fouilles soignées avant leur destruction ».

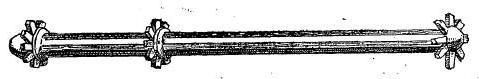
Croquis de la tige en bronze, taille approximativement réelle (Louis Marsille, 1922).

En 1922, le dossier archéologique fut repris par Louis Marsille, également dans le cadre de recherches de la Société Polymathique du Morbihan. Il put alors étudier le mobilier, notamment les bracelets, les inventorier et en préciser la datation, permettant par là la datation des sépultures : « le fragment de poterie et [deux des bracelets] permettent d'attribuer les tombelles de Lizio à l'une des dernières phases du second âge du fer », c'est-à-dire La Tène finale, entre le IVe siècle av. J.-C. et le début du Ier siècle ap. J.-C.
|  |  |

#### Les autres structures funéraires de tombelles groupées
Quelques autres sites funéraires similaires sur le territoire de Lizio sont connus par la population locale, mais n'ont jamais fait l'objet de fouilles. Aujourd'hui, certains de ces groupes de tombelles protohistoriques sont encore conservées sous des landes qui n'ont pas été défrichées et mises en culture : ils nécessiteraient assurément l'intérêt des archéologues.

### Antiquité

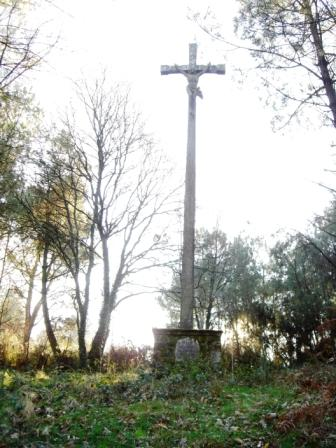
Croix de mission de 1937 au Bego, également emplacement d'un gisement gallo-romain important.

Abordons d'abord rapidement le contexte général de l'extrême fin de la Protohistoire armoricaine (fin du Ier siècle av. J.-C.). Lizio se situe sur le territoire de la cité gauloise des veneti qui se soulevèrent contre Rome en 56 av. J.-C., et à propos desquels Jules César dit dans ses Commentaires sur la guerre des Gaules qu'il était « le peuple de beaucoup le plus puissant de toute cette côte maritime. » ; bien entendu, il n'est pas certain que cette remarque soit totalement juste, et il est encore moins certain que les vénètes de l'actuel Lizio soient concernées par une quelconque puissance maritime. Ensuite, la véritable organisation ou réorganisation du territoire apportée par Rome en Gaule, et petit à petit accompagnée de modifications culturelles, ne se mit en place qu'à parti du règne d'Octave Auguste en 27 av. J.-C.
Pour comprendre l'histoire antique de Lizio, on ne peut se référer à aucun texte, et il nous faut nous résigner à n'avoir que des connaissances éparses mais attestant d'une réelle présence de peuplement vénète, de surcroit au contact de l'Empire romain. Pour cela, il faut se tourner vers l'archéologie et les vestiges des populations gauloises et gallo-romaines qui ont pu être découverts.
- Premièrement, évoquons les gisements gallo-romains dont deux nous sont connus par prospection archéologique ; ils révèlent dans les deux cas des restes de tegulae (tuiles plates) qui ne permettent pas l'identification d'une villa, mais qui attestent l'existence d'un établissement gallo-romain postérieur à la fin du Ier siècle ap. J.-C. Le gisement de Magois, à 500 m au nord de la chapelle de Sainte Catherine (XVIIe siècle), et à environ 2 660 m orthodromiques à l'est - nord-est du bourg, a fourni des restes de tegulae et des tessons de céramique commune. Un autre gisement a été inventorié au Bego (500 m orthodromiques au nord-est du bourg) et a fourni de « nombreuses tegulae et des briques, des fragments de bronze, des scories de fer et une monnaie en bronze très oxidée »[30]. Il parait intéressant de remarquer qu'un calvaire de 1937 se dresse aujourd'hui au Bego.
- Ensuite, il nous faut considérer d'autres vestiges gallo-romains qui paraissent nombreux sur le territoire de Lizio : il s'agit des ossaria. Un ossarium est un monument funéraire gallo-romain d'une hauteur comprise entre 60 et 100 cm, pour un diamètre compris entre 40 et 50 cm, destiné à recueillir une urne cinéraire d'argile ou de verre - se référer au schéma simplifié ci-dessous, inspiré des travaux de Joël Lecornec[31]. Le monument semble avoir été privilégié par les vénètes en Armorique, à la différence des autres cités ; aussi, il semble avoir été davantage un monument de milieu rural. Fûts intacts ou abimés, couronnes entières ou brisés, les restes de quatorze monuments différents ont donc été inventoriés : ces restes se trouvent majoritairement au bourg, mais aussi aux villages des Castillez, de Launay-Pentier, du Hangouët, du Val Joint, du Val Richard ou de la Ville Stephant[32].

|  |  |  |  |

### Moyen Âge
Lizio était une trève de la paroisse de Sérent.
Quatre seigneuries se partageaient le territoire de Lizio : au sud-ouest Le Castiller, disposait des droits de haute, moyenne et basse justice (des traces d'une motte féodale y subsistent) ; à l'est La Chênaie-Morio et La Ville-Guéhart (moyenne justice) ; au nord-est Le Val-Jouin. Six chapellenies se trouvaient sur son territoire.

### Temps Modernes

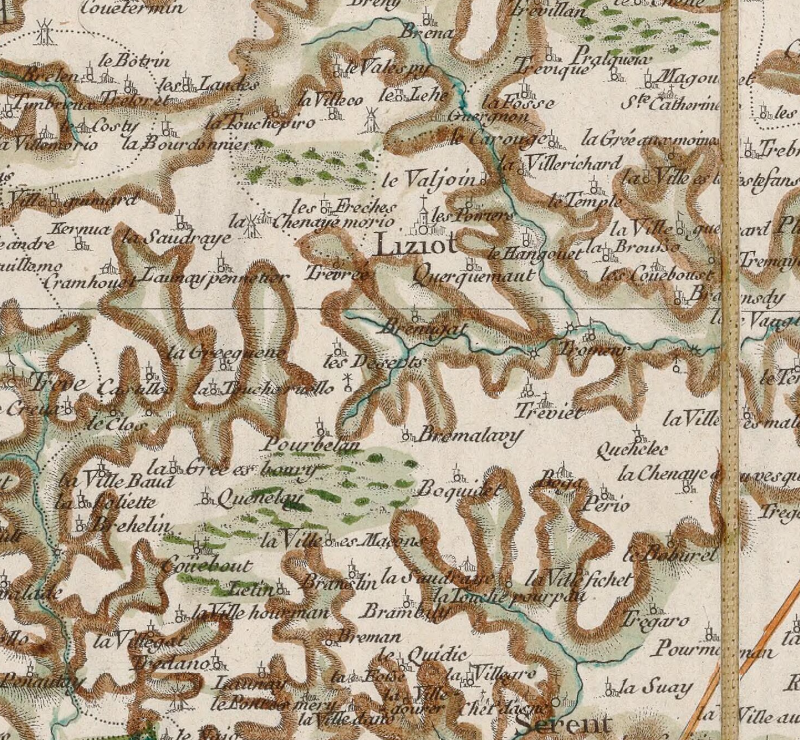
Carte de Cassini de la trève de Lizio (paroisse de Sérent) et de ses environs (1789).

Pendant longtemps le pays de Lizio fut très pauvre en raison d'une terre ingrate, les familles vivant chichement en élevant quelques moutons et vaches sur les landes et habitant dans des cahutes en bois analogues ä celles des sabotiers d'antan. Ce n'est qu'à partir du XVIe siècle qu'une certaine prospérité survint, principalement grâce à la culture et à l'artisanat du lin.

#### La chapelle Sainte-Catherine (XVIIesiècle)
La chapelle antérieure, construite vers 1200 à l'emplacement d'un ancien prieuré des Templiers (un village situé à proximité se nomme "La Grée-aux-Moines"), brûla en 1615 et fut reconstruite entre 1661 et 1665 à l'initiative de Charles Laurencin, commandeur de Carentoir ; selon l'abbé Guillotin de Corson, la nouvelle chapelle aurait été construite avec les débris de l'édifice antérieur et de l'ancien prieuré ; Paul Sébillot écrit en 1900 qu'un vieux tableau situé dans la chapelle y représentait deux "moines rouges". Elle se trouvait sur un des itinéraires des Chemins de Compostelle, notamment pour les pèlerins venant des Îles britanniques, ce qui explique l'existence d'un auvent destiné à abriter les pèlerins. À 300 mètres  de la chapelle se trouve une borne directionnelle indiquant les chemins à suivre pour les pèlerins et portant l'inscription "Chemin du ciel. 1763".

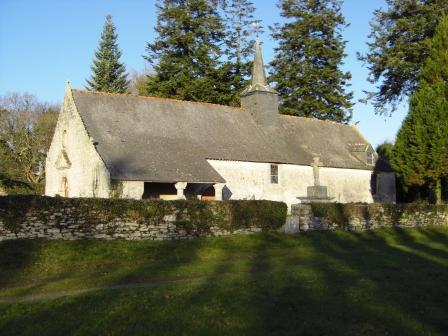
La chapelle Sainte-Catherine avec enclos et croix monumentale portant la date 1708.
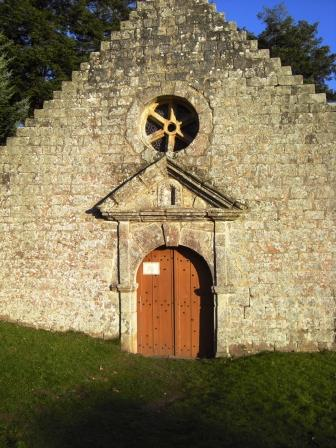
Porte Ouest de la chapelle avec pilastres, fronton et oculus.
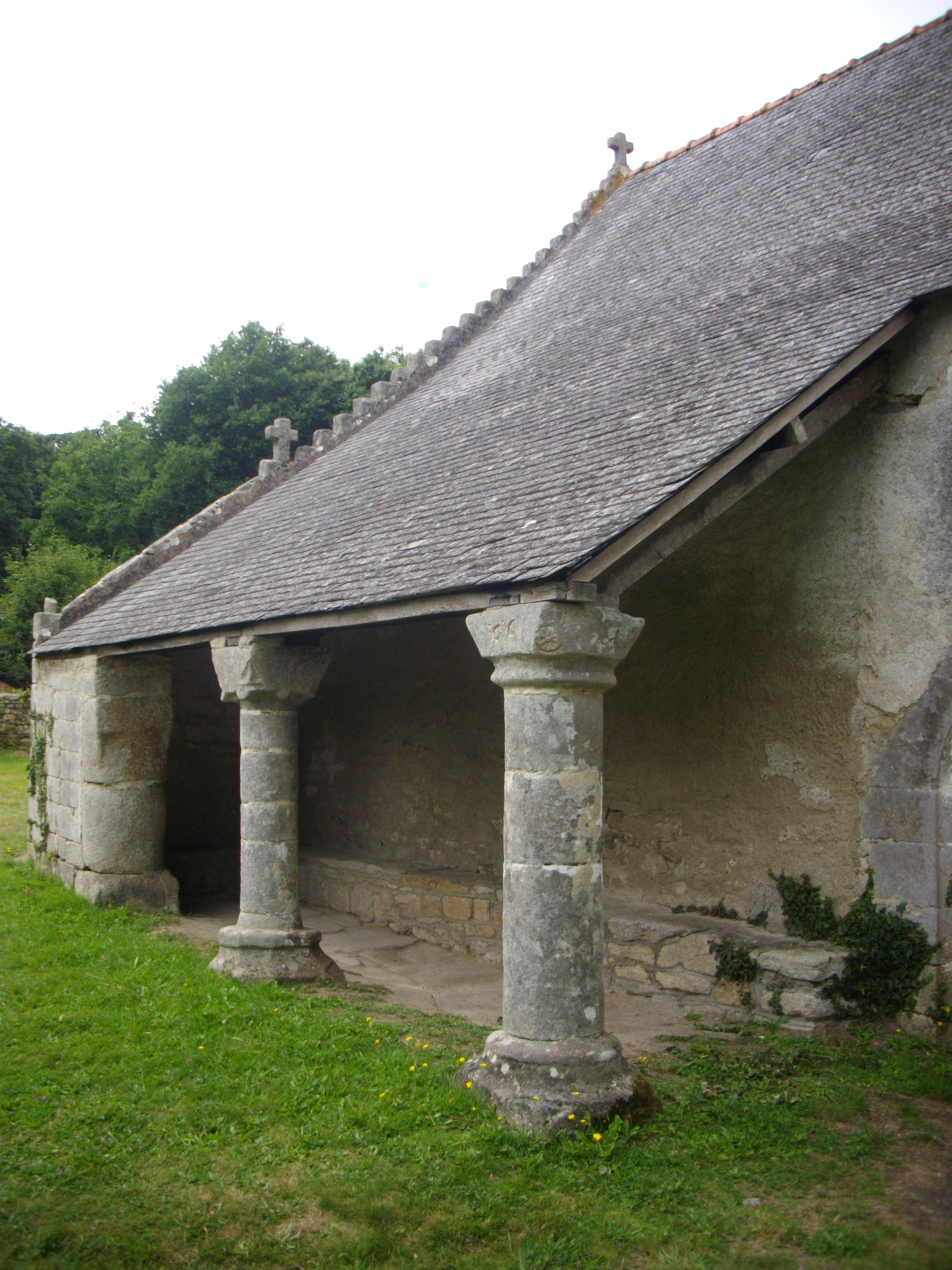
Auvent servant à abriter les pèlerins.
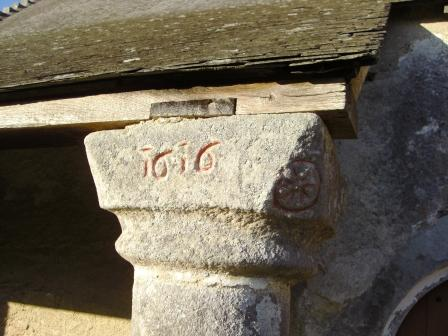
Détail d'un chapiteau portant la date de 1616.

#### Le temps des tisserands, Âge d'Or de Lizio (XVIIeetXVIIIesiècles)
Un des vestiges patrimoniaux de l'actuel bourg de Lizio est formé par un ensemble d'habitations et de dépendances aux façades en granit datant des XVIIe et XVIIIe siècles s'ordonnant autour d'une cour centrale aujourd'hui appelée « Cour des artisans ». C'est un écho architectural à la prospérité de l'industrie textile bretonne de l'époque moderne. Une simple comparaison entre le cadastre napoléonien et le cadastre actuel montre que les bâtiments de la cour ont été fortement remaniés depuis le début du XIXe siècle jusqu'à modifier quelque peu la forme même de la cour. Cependant, subsistent encore aujourd'hui quelques caractéristiques architecturales des XVIIe et XVIIIe siècles.
|  |  |  |  |

L'église trèviale du XVIIe siècle (construite en 1655) est également un témoignage de la relative richesse de la communauté liziotaise de l'époque.

#### Lizio dans la Révolution Française: naissance d'une communauté autonome

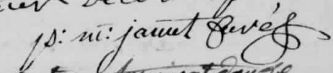
« p:m: jamet Curé » : le 22 août 1792, dernière signature du prêtre liziotais réfractaire P.-M. Jamet.

- Depuis mai 1784, le prêtre de la trève de Lizio était un certain P.-M. Jamet[38]. D'après un indice archéologique (une inscription sur une croix installée au nord-ouest du bourg), il aurait été exécuté en septembre 1792. Les archives textuelles corroborent cette date, car en sa qualité de curé, le 22 août 1792, P.-M. Jamet enregistrait le décès de Mathurin Gléon : c'est le dernier acte liziotais auquel il apposa sa signature (cf. ci-dessous), puisque l'acte suivant daté du 26 novembre 1792 et enregistrant le décès de Gildas Rouxel, n'est plus visé par le prêtre Jamet mais par le maire de Lizio, un certain M. Faucheux.
- Cet évènement de l'histoire liziotaise de la fin du XVIIIe siècle s'inscrit plus généralement dans l'histoire de France qui permet de comprendre comment s'est formée Lizio en tant que communauté civile indépendante. D'abord, si un décret du 14 décembre 1789 organise les municipalités, les premières élections municipales se déroulent dans le Morbihan de janvier à mars 1790[39]. D'après Joseph-Marie Le Mené, Lizio devint une commune du canton de Sérent cette même année[40] : elle est donc dotée d'une administration propre, c'est-à-dire d'un maire présidant un conseil municipal. D'ailleurs, à Lizio, cette première élection donna le pouvoir municipal à Pierre-Marie Jamet illustrant ainsi la tendance générale dans l'Ouest de la France qui fut celle d'un soutien de la population aux prêtres réfractaires : dans le Morbihan, comme c'est le cas à Lizio, 98 prêtres furent élus aux diverses charges électives[41], soit environ 42 %, le département comptant alors 232 municipalités[42].

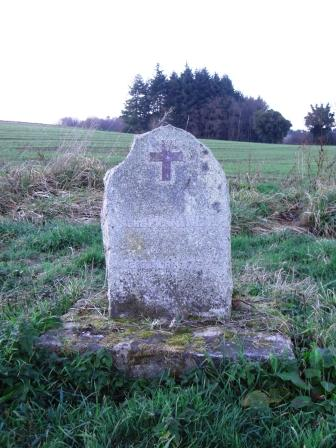
Monument monolithique portant l'inscription « ABBE P.M. JAMET / SEPTEMBRE 1792 ».

- Parallèlement, le prêtre Jamet est connu traditionnellement comme ayant été exécuté pour avoir refusé de prêter serment à la Constitution civile du clergé (voté par l'assemblée le 12 juillet 1790) à la fin de l'été 1792, au moment même où les réfractaires sont déclarés passibles de déportation (26 août 1792) ; d'après les statistiques historiques, le climat général du Morbihan était pourtant davantage celui d'un soutien aux prêtres réfractaires dans les paroisses, et on sait en effet que le district de Ploërmel, auquel appartenait alors Lizio, comptait 91 % de prêtres réfractaires en février 1791[43]. Quoi qu'il en soit, l'exécution de Pierre-Marie Jamet apparait comme un summum d'une crise liée à de nouveaux enjeux de pouvoirs suscités à un niveau local par la Révolution Française et la refonte de la société. On imagine aisément les rivalités qui ont pu alors se développer entre le prêtre réfractaire, néanmoins maire, P.-M. Jamet et les partisans de la Révolution.
- C'est au cœur de conflits certains entre différents partis que la Révolution mit face à face, que Lizio, elle-même, naquit en tant que communauté à part entière et autonome, puisqu'elle ne devint une paroisse autonome qu'en 1802[44]. L'autonomie civile vint avant l'autonomie religieuse malgré ce paradoxe qui fit que cette autorité civile fut d'abord détenue par un prêtre. Enfin, le 14 septembre 1890 on érigea une croix avec l'inscription suivante, « martyr de la Révolution »[45] : est-ce là le témoignage d'une rancœur restée longtemps vive, encore un siècle après l'exécution du prêtre ? Ou bien l'expression d'un mouvement plus commun de commémoration de la Révolution par l'Église ou même par la troisième République si attentive à la gestion mémorielle ? Aujourd'hui, cette croix a été déplacée, mais une pierre portant une inscription rappelant la mort de P.M. Jamet reste érigée au prétendu endroit de l'exécution du prêtre Jamet, à la limite nord du récent lotissement du clos du verger.

### LeXIXesiècle
A. Marteville et P. Varin, continuateurs d'Ogée, décrivent ainsi Lizio en 1843 :

« Lizio (sous l'invocation de Notre-Dame-de-l'Isle [en fait Notre-Dame-du-Lys]) : commune formée de l'ancienne trève de Sérent ; aujourd'hui succursale. (..) Principaux villages : 
Launay-Pentier, les Castillez, le Cloc, la Bouche-Ruello, la Grée-Guéno, Trécerec, les Déserts, Brénugat, Kerguémaudet, le Hangouët, la Brousse, la Ville-Dréan, la Ville-Stéphant, Tréviguet, Magois, Praguet, Trévillant, les Châtelets, le Chêne. Superficie totale 1 677 hectares 8 ares, dont (..) terres laborables 716 ha, prés et pâturages 255 ha, bois 18 ha, châtaigneraies 20 ha, vergers et jardins 36 ha, landes et incultes 589 ha (..). Moulin à vent de la Croix-Martin. (..) La commune de Lizio est en général cultivée ; ses terres en labour sont fertiles, ses prairies excellentes, et sillonnées de cours d'eau qui contribuent à les améliorer ; les landes elles-mêmes sont utilisées pour l'élève des moutons. (..) La grande route de Josselin à Lorient traverse cette commune au nord. Géologie : le granite domine dans tout le sous-sol, et y est exploité en quelques points. On parle le français [en fait le gallo]. »

En 1840 le Conseil général du Morbihan donne son accord pour la création d'une foire champêtre à la chapelle Sainte-Catherine chaque mardi de Pâques. En 1857 le Préfet du Morbihan refuse la création d'une nouvelle foire au même endroit, arguant que « la commune de Lizio dispose de 73 foires, c'est-à-dire une tous les cinq jours, dans un rayon de 16 kilomètres ».
En 1846 quelques villages de Saint-Servant, dont les habitants avaient demandé le rattachement à Lizio, dont le bourg était plus proche, furent rattachés à cette commune malgré l'opposition unanime des membres du conseil municipal de Saint-Servant.
Le 27 août 1848 des troubles graves éclatèrent à Malestroit lors des élections pour le conseil d'arrondissement : les électeurs de 4 communes  (Sérent, Lizio, Saint-Abraham, Saint-Guyomard) se disputèrent pour savoir quelle commune voterait la première : « les pierres que se jetaient les combattans atteignirent beaucoup de vitres et quelques habitans de Malestroit ; aussitôt la Garde nationale fut convoquée et, par un mouvement de frayeur fort regrettable, elle tira sur les paysans de ces communes. Deux furent atteints assez grièvement ; on pense que la blessure de l'un d'eux est mortelle. Nous avons demandé que l'on fit voter chaque commune au chef-lieu de la commune, et non au chef-lieu de canton ». Dans un autre article paru quelques jours plus tard le même journal précise que le commencement des troubles serait dû à des électeurs de Ruffiac qui auraient commencé dans l'après-midi à frapper des électeurs de Sérent qui commençaient à danser et qu'une trentaine de Sérentais auraient été blessés.
La première école de Lizio, tenue par une congrégation religieuse, les Filles de Jésus (de Kermaria), ouvre en 1863.
Une épidémie de variole fit 50 malades (dont 7 décès) en 1866  et 45 malades (dont 3 décès) en 1867 à Lizio.
En 1873 « des habitants de La Chapellle, de Caro, de Lizio, de Quily, de Plumelec (Morbihan) demandent le rétablissement, dans le plus bref délai, de la royauté en la personne de Henri V, héritier légitime de la couronne de France ».
En 1898 le Conseil général du Morbihan envisage la construction d'office d'un groupe scolaire dans la commune de Lizio, mais le conseil municipal de Lizio « s'oppose avec la plus grande énergie à cette coûteuse construction » ; le comte du Boisbaudry, conseiller général, défend cette position, arguant que « la commune de Lizio [est] très pauvre », ajoutant : « Une école de filles manque, c'est vrai, mais une école de garçons existe ».

### LeXXesiècle

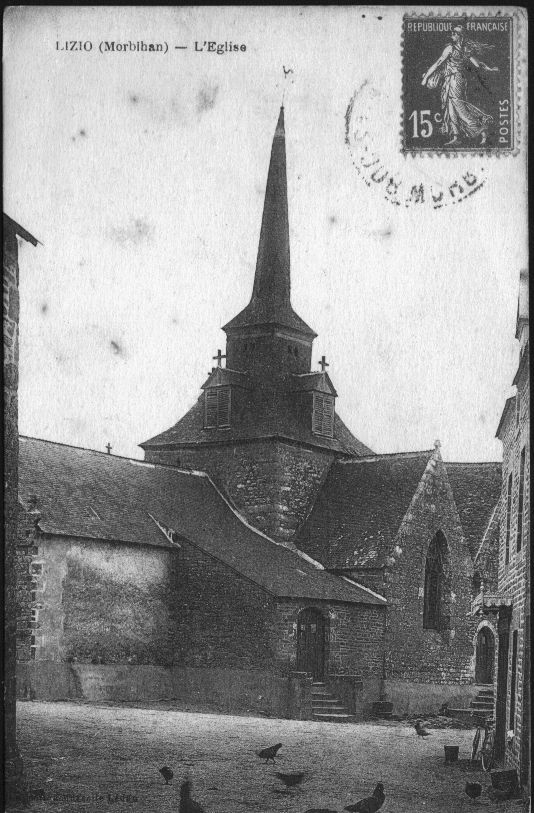
L'église paroissiale de Lizio au début du XXe siècle (carte postale).

#### La Belle Époque
En 1907 des Sœurs de Saint-Vincent de Paul donnent à Lizio quelques cours d'enseignement ménager « où les petites filles, habitant toutes plus ou moins loin de l'école, apprennent à faire leur soupe ».
Un décret du président de la République en date du 27 février 1911 « attribue à la commune de Lizio, à défaut de bureau de bienfaisance, les biens ayant appartenu à la fabrique de l'église de Lizio et actuellement placés sous séquestre ».
En 1913 5 carrières de granulite, employant en tout environ 50 ouvriers, sont exploitées dans les communes de Saint-Servant et Lizio.

#### La Première Guerre mondiale

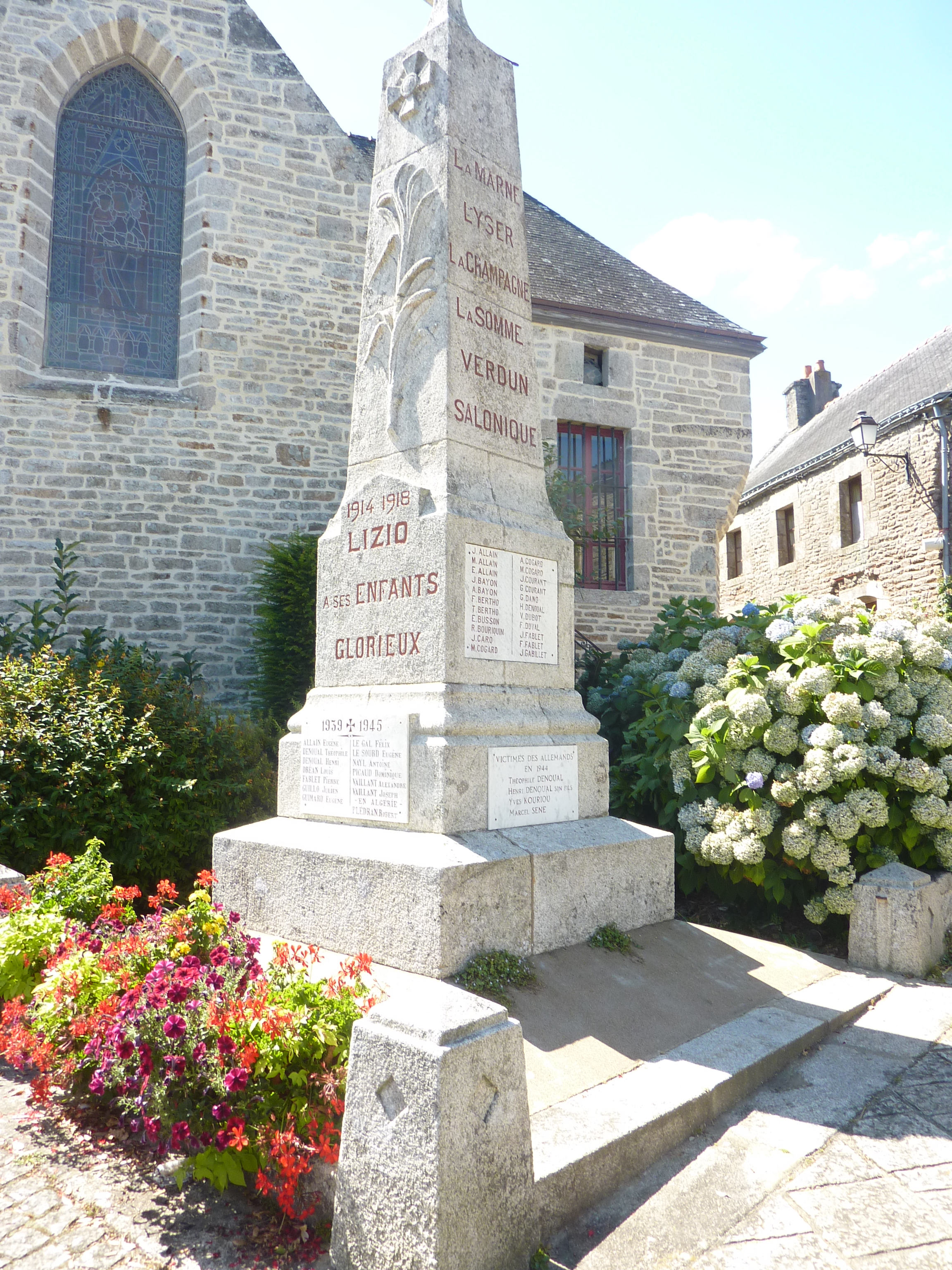
Le monument aux morts de Lizio.

Le monument aux morts de Lizio porte les noms de 64 soldats morts pour la France pendant la Première Guerre mondiale. Parmi eux trois sont morts en Belgique (dont deux, Henri Le Blanc et Louis Rouxel, dès le 22 août 1914, le premier à Rossignol, le second à Maissin ; Adolphe Laurent est tué en 1918) ; François Guillermé est tué en Turquie en 1915 lors de la bataille de Sedd-Ul-Bahr ; Émile Réto dans l'actuelle Macédoine du Nord le 23 septembre 1918 ; les autres sont morts sur le sol français, dont Gabriel Dano, Joseph Denoual, Jules Geffray et Raphaël Pedrono, tous les quatre décorés à la fois de la Médaille militaire et de la Croix de guerre ; Gabriel Courant, mort le 5 novembre 1918 et Antoine Oger, mort le 9 janvier 1919 (donc après l'armistice) sont les deux derniers morts (tous les deux de « maladie contactée en service ») de la commune lors de cette guerre.

#### L'Entre-deux-guerres
Le conseil municipal prend le 18 novembre 1923 la décision d'ériger un monument aux morts de la Grande Guerre ; il est réalisé par Auguste Coudray, carrier dans le village de Sainte-Catherine ; le procès-verbal de réception du monument par la municipalité est daté du 8 juin 1924.
Le 29 décembre 1925 « huit charretées de pierre de taille de Sainte-Catherine (..) sont parvenus [conduits] par des attelages de Lizio appartenant aux cultivateurs suivants » dont les noms sont indiqués pour la restauration de la basilique Notre-Dame-du-Roncier de Josselin.

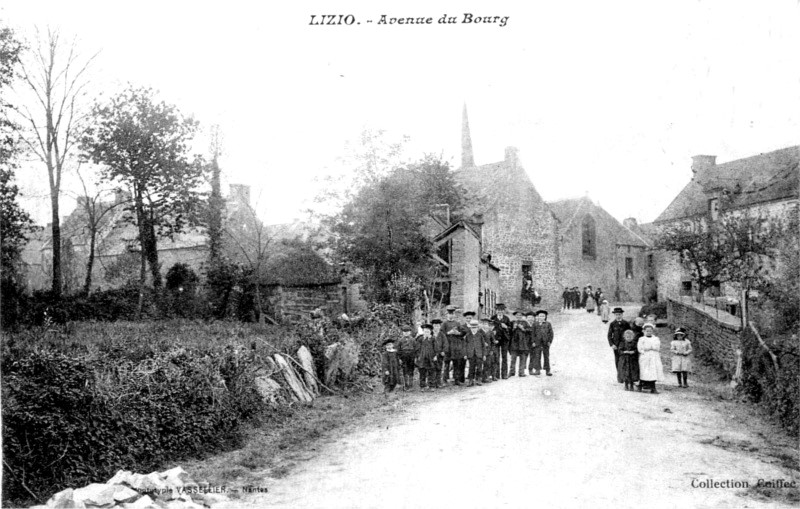
Lizio ː une rue du bourg au début du XXe siècle (carte postale Vasselier).
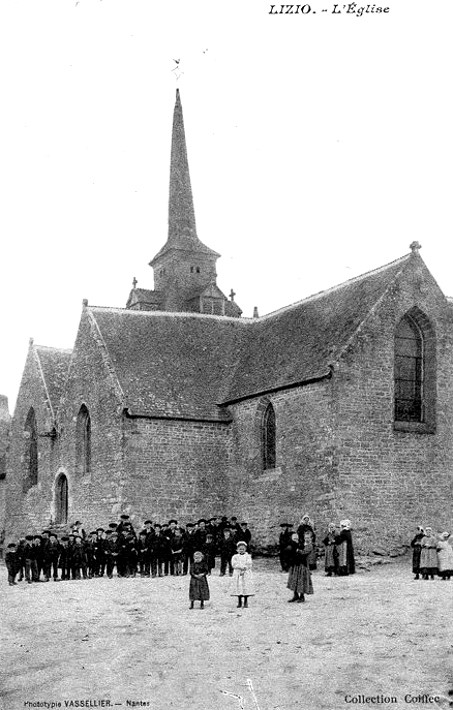
Lizio ː l'église paroissiale au début du XXe siècle (carte postale Vasselier).
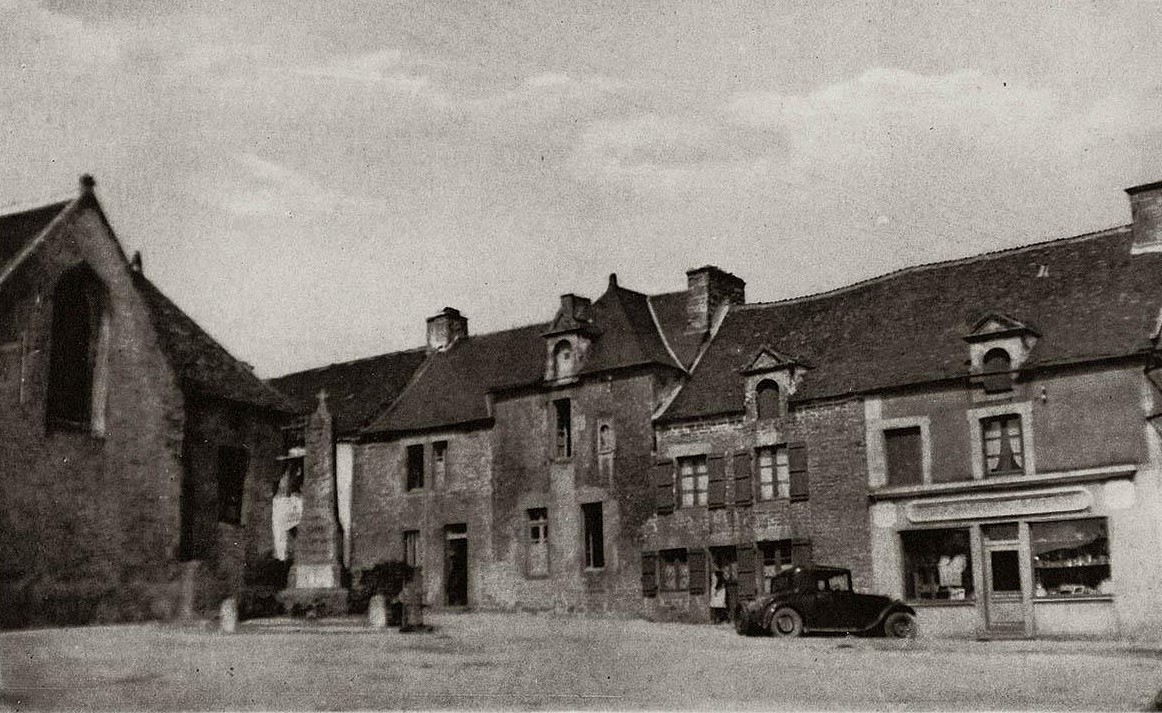
Lizio ː le centre du bourg vers 1925 (carte postale).

En 1930 Adrien Monneraye, maire de la commune depuis 34 ans, fut fait chevalier de la Légion d'honneur, une grand fête fut organisée à Lizio en cette occasion. En 1934, âgé alors de 93 ans, il démissionne pour raisons de santé après avoir été maire de la commune pendant 40 ans.
Une section locale d'Anciens combattants, affiliée à l'Union nationale des combattants est créée en 1931 à Lizio.

#### La Seconde Guerre mondiale
C'est depuis le bourg de Lizio qu'Émile Guimard organisa la Résistance dans la région comprise entre la vallée de l'Oust et celle de la Claie.
Le monument aux morts de Lizio porte les noms de 16 personnes mortes pour la France pendant la Seconde Guerre mondiale ; parmi elles Pierre Fablet tué à l'ennemi au printemps 1940, lors de la Campagne de France ; Marcel Séné, résistant FFI du maquis de Saint-Marcel, fusillé le 22 juin 1944 à Saint-Vincent-sur-Oust ; Henri Paistel, sous-lieutenant dans la Résistance, agent du réseau Oscar Buckmaster qui dépendait du Special Operations Executive, mort en déportation le 13 avril 1945. Une plaque commémorative fut apposée sur le monument aux morts de la Première Guerre mondiale et inaugurée le 21 juillet 1946.
Une stèle commémorative en forme de Croix de Lorraine située à la sortie du bourg, route du Roc-Saint-André, porte les noms de 4 résistants qui furent fusillés en 1944 : Théophile Denoual (il fut attaché pendant de nombreux jours aux grilles de l'école avant d'être ensuite abattu) à la sortie du bourg, et Henri, son fils, ainsi que Marcel Séné (tous trois de Lizio) et Yves Kouriou, originaire de Paris.
L'école de Lizio fut brûlée par les Allemands. Le hameau de la Grée-aux-Moines allait être brûlé et rasé par les Allemands, mais ceux-ci, mis en déroute le 7 août 1944 par le bombardement de leur camp installé à Meslan, n'en eurent pas le temps.

#### L'après Seconde Guerre mondiale
Un soldat de Lizio (Robert Plédran) est mort pour la France pendant la Guerre d'Algérie.

### LeXXIesiècle

#### Le parc éolien
Un parc de six éoliennes, d’une hauteur de 140 mètres, produisant deux mégawatts chacune et alimentant 8 300 habitants, ont été installées en 2010, à cheval sur les communes de Lizio et Saint-Servant (3 dans chacune des deux communes). Ce parc éolien est géré par ENGIE Green, filiale du groupe ENGIE. La durée de vie des éoliennes étant de 20 ans, un projet de remplacement vers 2030 par trois ou quatre éoliennes plus puissantes (d'une hauteur variant entre 150 et 165 mètres et d'une puissance totale de 18 mégawatts) est évoqué ; elles seraient néanmoins moins bruyantes que les actuelles éoliennes ; les élus des deux communes ont donné un avis favorable à ce projet en novembre 2021.

## Politique et administration

### Liste des maires
Les personnes qui n'apparaissent pas comme maire à proprement parler sont mentionnés par un *.
| Période     | Période     | Identité                    | Étiquette | Qualité |
| ----------- | ----------- | --------------------------- | --------- | --- |
| 1789        | 1792        | Pierre-Marie Jamet          | SE        | Vicaire de la trève de Lizio |
| 1792        | 1795        | * Julien Trégarot           | SE        | Julien Trégarot apparait comme signataire des actes d'état civil, « maire à défaut d'officier public ».                                                           |
| 1795        | 1796        | * Pierre Joubel             | SE        | Laboureur. Pierre Joubel est officier municipal. |
| 1796        | 1801        | * Mathurin Monneraye (père) | SE        | Notaire. Il apparait comme signataire des actes d'état civil. |
| 1802        | 1805        | Joseph Golvet               | SE        | Laboureur et tailleur de pierres. |
| 1805        | 1808        | * Julien Pédron             | SE        | Agriculteur. Julien Pédron est adjoint et officier de l'état civil.                                                                                               |
| 1808        | 1810        | Baumont                     | SE        | - |
| 1810        | 1816        | Joseph Golvet               | SE        | Déjà maire entre 1802 et 1805. |
| 1816        | 1834        | Maturin Monneraye (fils)    | SE        | Percepteur des contributions directes, Propriétaire, Adjudant major capitaine de l'armée royale de Bretagne. Fils de Mathurin Monneraye, maire entre 1796 et 1801 |
| 1834        | 1843        | Julien Faucheux             | SE        | Laboureur. Propriétaire. |
| 1843        | 1852        | Jean-Marie Rouault          | SE        | - |
| 1852        | 1855        | César Monneraye             | SE        | Laboureur et menuisier. Fils de Mathurin Monneraye, maire entre 1826 et 1834                                                                                      |
| 1855        | 1871        | Pierre Faucheux             | SE        | Laboureur |
| 1871        | 1878        | Mathurin Piquet             | SE        | Cultivateur (Val-Joint) |
| 1878        | 1884        | Julien Courant              | SE        | Cultivateur. Propriétaire. Hongreur (Hangouët) |
| 1884        | 1896        | Ludovic Henry de Kergoët    | SE        | Propriétaire (château de Tremeur) |
| 1896        | 1934        | Adrien Monneraye            | SE        | Cultivateur (Grée-aux-moines). Fils de César Monneraye, maire entre 1852 et 1855.                                                                                 |
| 1934        | 1937        | Théodore Picaud             | SE        | - |
| 1937        | 1947        | Pierre Cogard               | SE        | - |
| 1947        | 1965        | Henri Vaillant              | SE        | Cultivateur (Le Clos) |
| 1965        | 1989        | Raymond Guillard            | SE        | Entrepreneur. |
| 1989        | 1995        | René Jouanguy               | SE        | Retraité |
| 1995        | 26 mai 2020 | Jean-Claude Gabillet.       | SE        | Agriculteur. Fait maire honoraire en 2021 |
| 26 mai 2020 | En cours    | Gwen Guillerme              |           | |

### Finances publiques
Les finances de la commune sont consultables sur le site du ministère des finances.

## Population et société

### Démographie

#### Évolution démographique
L'évolution du nombre d'habitants est connue à travers les recensements de la population effectués dans la commune depuis 1793. Pour les communes de moins de 10 000 habitants, une enquête de recensement portant sur toute la population est réalisée tous les cinq ans, les populations de référence des années intermédiaires étant quant à elles estimées par interpolation ou extrapolation. Pour la commune, le premier recensement exhaustif entrant dans le cadre du nouveau dispositif a été réalisé en 2007.

En 2022, la commune comptait 807 habitants, en évolution de +9,65 % par rapport à 2016 (Morbihan : +3,82 %, France hors Mayotte : +2,11 %).
| 1793 | 1800 | 1806 | 1821  | 1831 | 1836  | 1841  | 1846  | 1851  |
| ---- | ---- | ---- | ----- | ---- | ----- | ----- | ----- | ----- |
| 850  | 927  | 889  | 1 026 | 981  | 1 047 | 1 021 | 1 209 | 1 090 |

| 1856  | 1861  | 1866  | 1872  | 1876  | 1881  | 1886  | 1891  | 1896  |
| ----- | ----- | ----- | ----- | ----- | ----- | ----- | ----- | ----- |
| 1 111 | 1 091 | 1 101 | 1 081 | 1 151 | 1 083 | 1 069 | 1 078 | 1 096 |

| 1901  | 1906  | 1911  | 1921 | 1926 | 1931 | 1936 | 1946 | 1954 |
| ----- | ----- | ----- | ---- | ---- | ---- | ---- | ---- | ---- |
| 1 134 | 1 081 | 1 043 | 985  | 960  | 941  | 927  | 880  | 873  |

| 1962 | 1968 | 1975 | 1982 | 1990 | 1999 | 2006 | 2007 | 2012 |
| ---- | ---- | ---- | ---- | ---- | ---- | ---- | ---- | ---- |
| 816  | 801  | 766  | 722  | 747  | 737  | 679  | 671  | 730  |

| 2017 | 2022 | - | - | - | - | - | - | - |
| ---- | ---- | - | - | - | - | - | - | - |
| 735  | 807  | - | - | - | - | - | - | - |

#### Pyramide des âges
La population de la commune est relativement âgée.
En 2018, le taux de personnes d'un âge inférieur à 30 ans s'élève à 28,0 %, soit en dessous de la moyenne départementale (31,2 %). À l'inverse, le taux de personnes d'âge supérieur à 60 ans est de 32,9 % la même année, alors qu'il est de 31,3 % au niveau départemental.
En 2018, la commune comptait 378 hommes pour 355 femmes, soit un taux de 51,57 % d'hommes, largement supérieur au taux départemental (48,49 %).
Les pyramides des âges de la commune et du département s'établissent comme suit.
| Hommes | Classe d’âge | Femmes |
| ------ | ------------ | ------ |
| 0,5    | 90 ou +      | 1,1    |
| 8,8    | 75-89 ans    | 9,4    |
| 21,5   | 60-74 ans    | 24,6   |
| 22,5   | 45-59 ans    | 21,4   |
| 19,0   | 30-44 ans    | 15,3   |
| 11,3   | 15-29 ans    | 12,1   |
| 16,4   | 0-14 ans     | 16,1   |

| Hommes | Classe d’âge | Femmes |
| ------ | ------------ | ------ |
| 0,8    | 90 ou +      | 2,2    |
| 8,5    | 75-89 ans    | 11,6   |
| 20,5   | 60-74 ans    | 21,6   |
| 20,6   | 45-59 ans    | 20     |
| 17     | 30-44 ans    | 16,3   |
| 15,5   | 15-29 ans    | 13     |
| 17,1   | 0-14 ans     | 15,2   |

### Manifestations culturelles et festivités

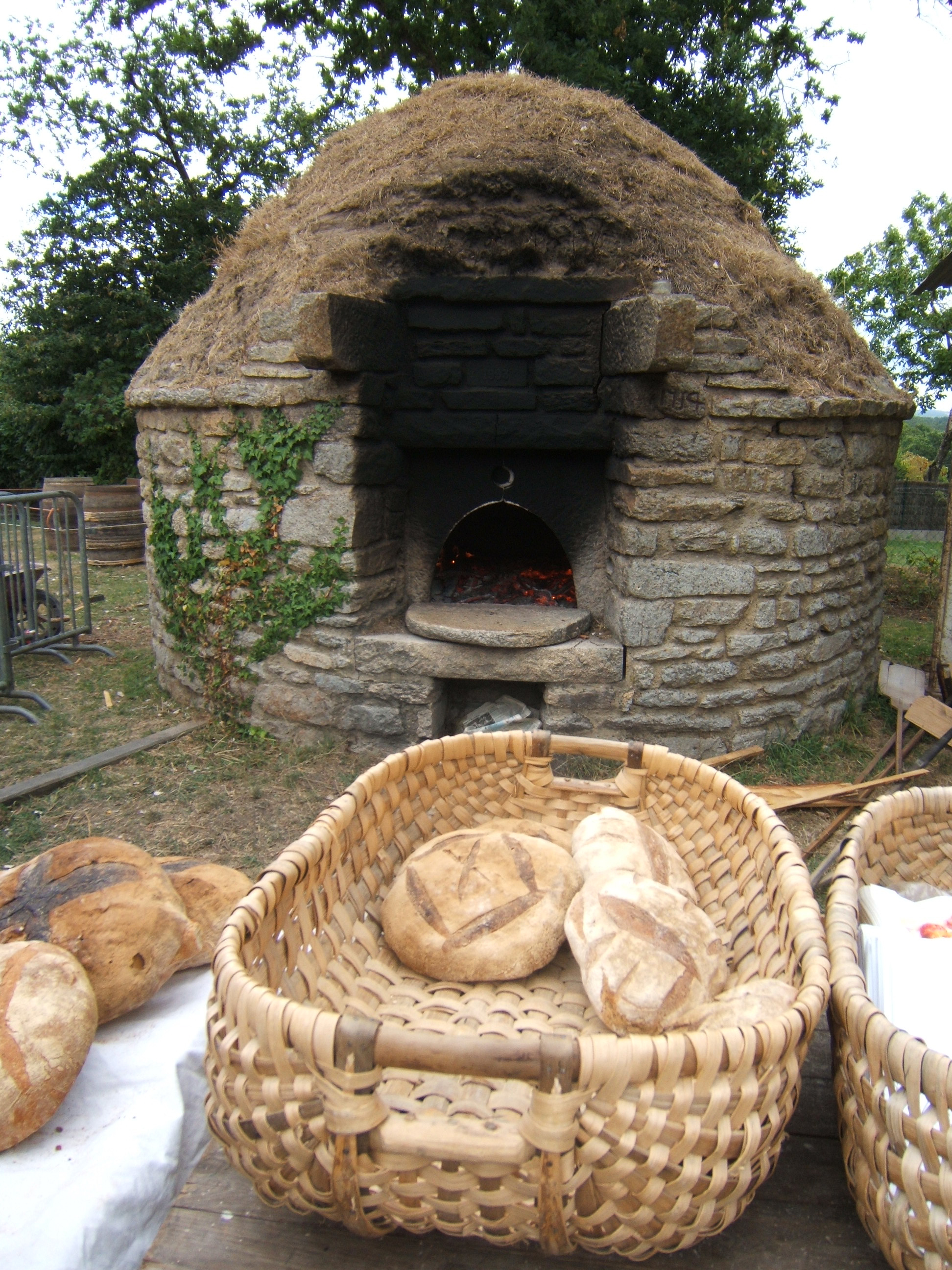
Festival des artisans d'art.

- Festival des artisans d'art tous les étés, le deuxième dimanche d'août (36e édition en 2009).
- Lizio des peintres tous les automnes (7e édition en 2009).

### Économie

#### Tourisme
- Écomusée de la Ferme et des Vieux métiers : ce musée, créé en 1985 par Alain Guillard, présente la vie rurale traditionnelle et ses métiers disparus sur 2 000 m² d'exposition, grâce à 100 000 outils, costumes, meubles et jouets anciens[82].

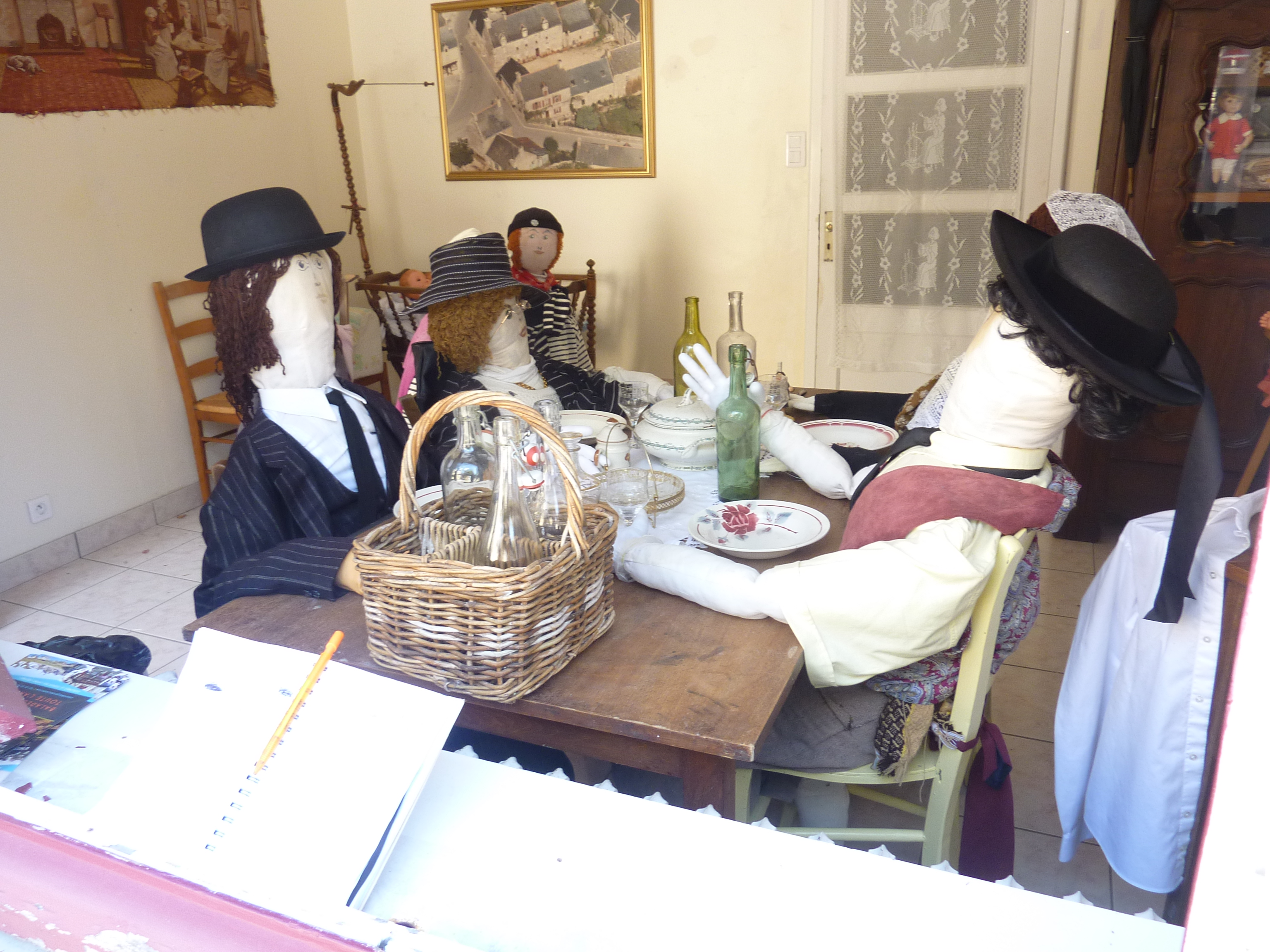
Écomusée de Lizio ː poupées.

- L'Univers du poète ferrailleur : créé par Robert Coudray, ce musée présente plus de 70 sculptures animées, machines inutiles et poétiques, fontaines musicales, architectures décalées, dans un jardin insolite[83].

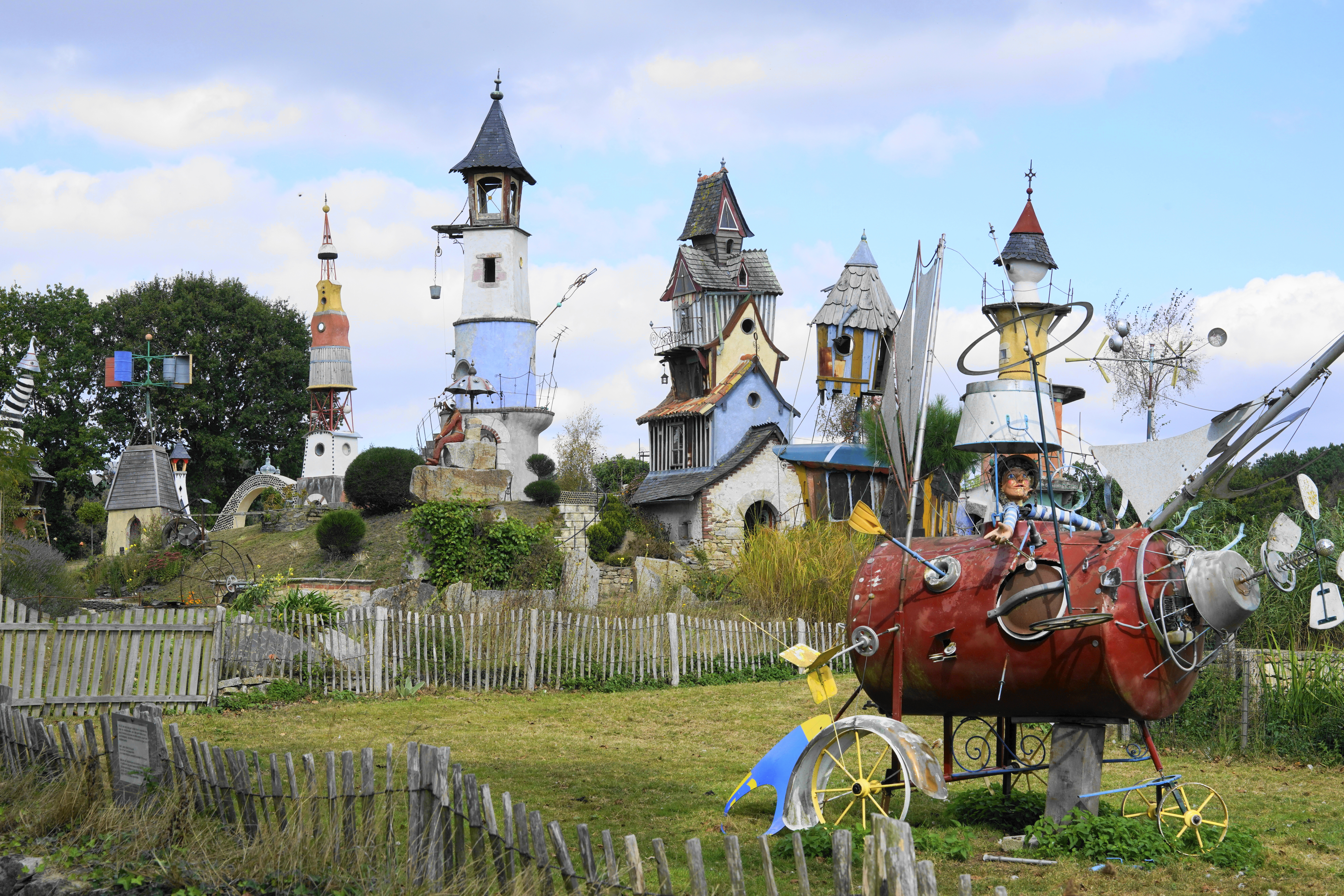
L'Univers du poète ferrailleur à Lizio (2018).

- Musée des carrières de Bretagne[84]. Ce musée privé présente aussi une maquette représentant le village de Sainte-Catherine vers 1930[85].
- L'insectarium de Lizio (parc zoologique de petites bêtes)[86].

## Culture et patrimoine

### Lieux et monuments
- Chapelle Sainte-Catherine, dans le village du même nom date de 1661-1665 ; de plan rectangulaire à un seul vaisseau et chevet plat, elle est construite en moellons de granite recouverts d'enduit dans sa partie intérieure ; son sol est dallé de schiste et sa charpente recouverte de lambris ; une fontaine de dévotion datant de 1661 et un calvaire (il date de 1708) se trouvent à proximité dans l'enclos fermé par un muret avec des échaliers. La chapelle possède un retable en bois de 1771, un tableau de sainte Catherine peint par Poguebin et un autre de Charles Piacentini[Note 23] représentant "La rencontre des Templiers et des Croisés"[87] et tout un patrimoine mobilier[88].

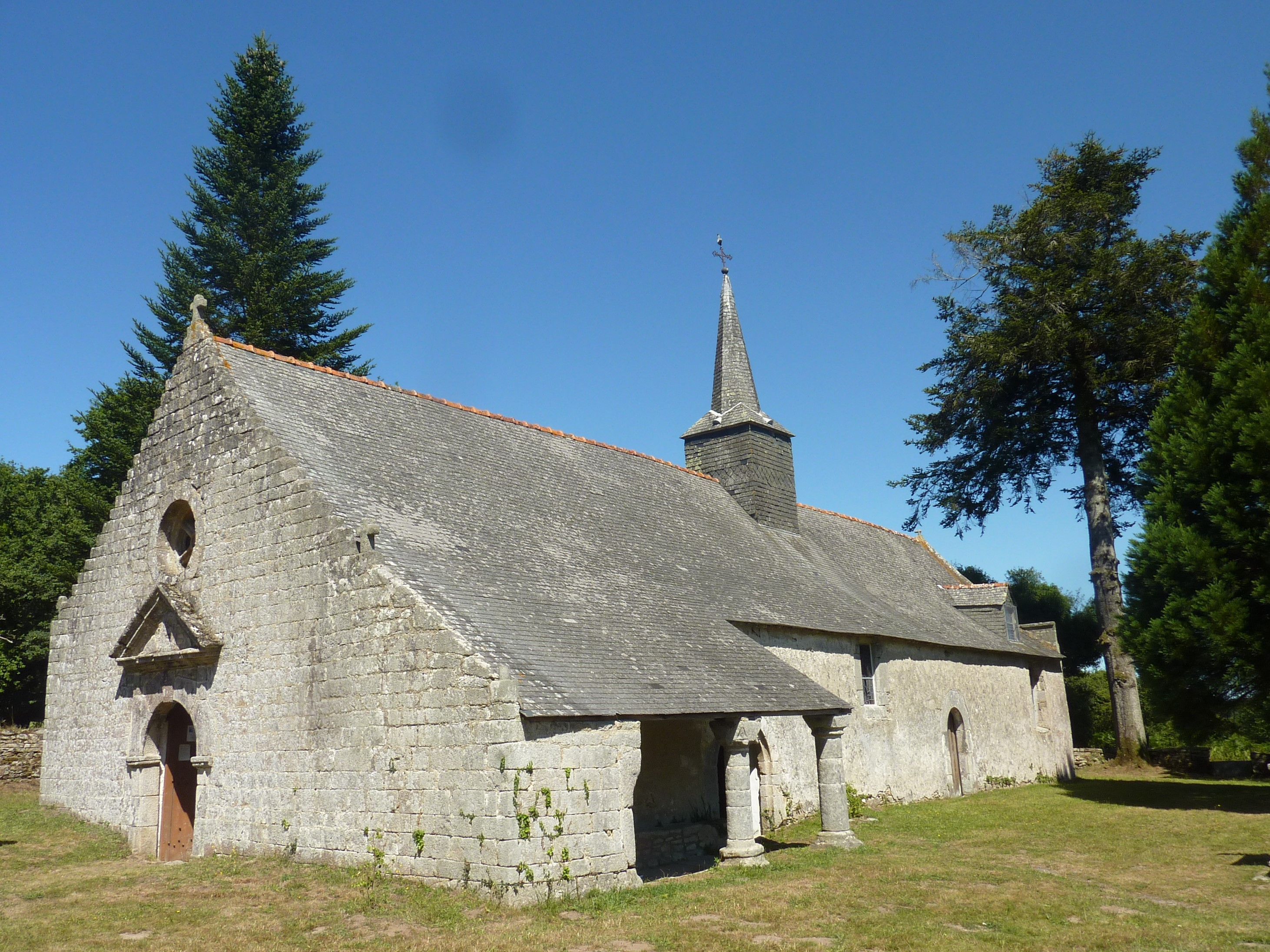
Chapelle Sainte-Catherine : vue extérieure d'ensemble.
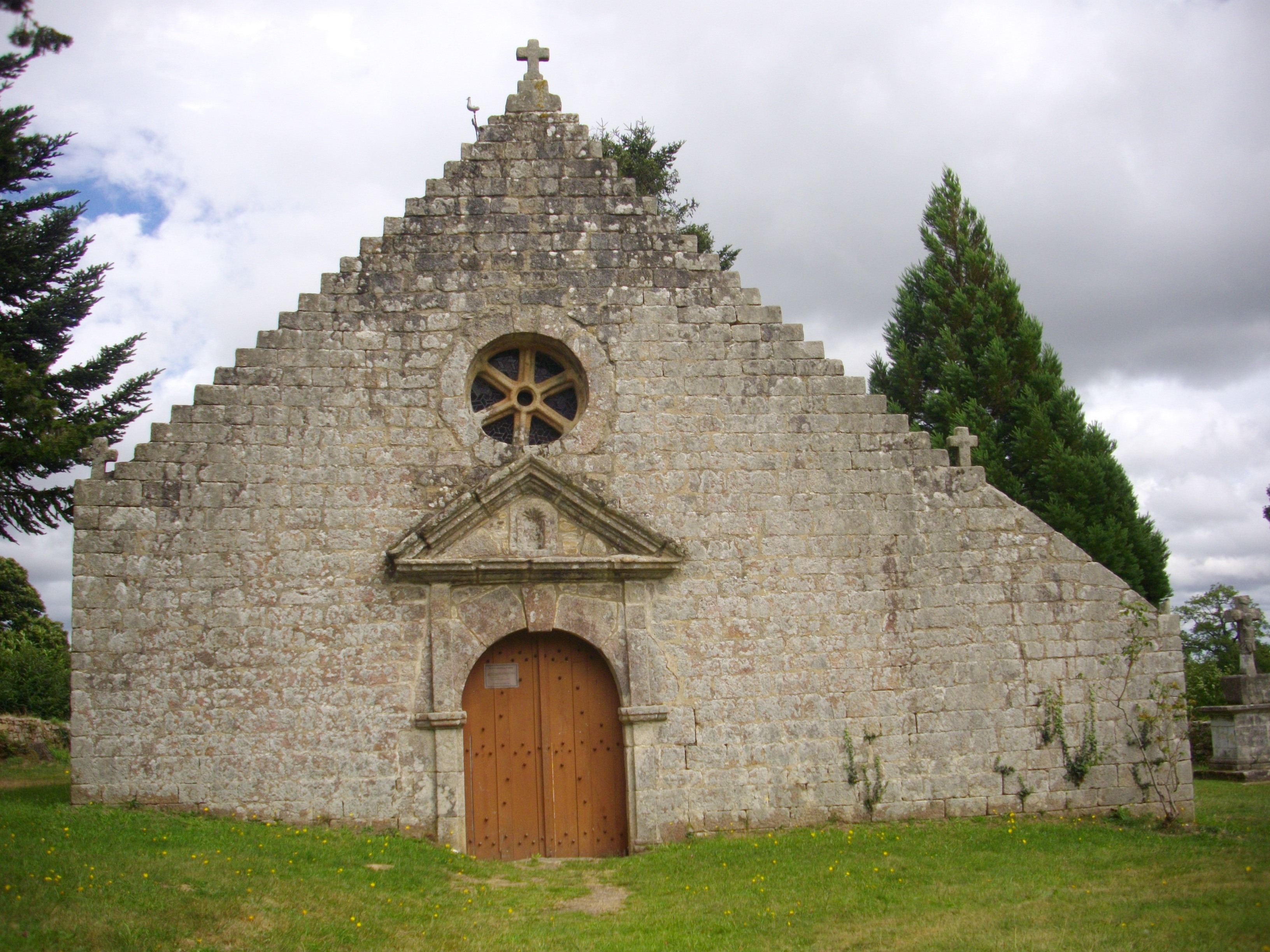
Chapelle Sainte-Catherine : façade.
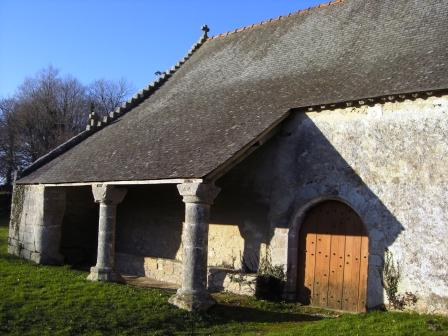
Chapelle Sainte-Catherine : auvent destiné à abriter les pèlerins qui fréquentaient la chapelle.
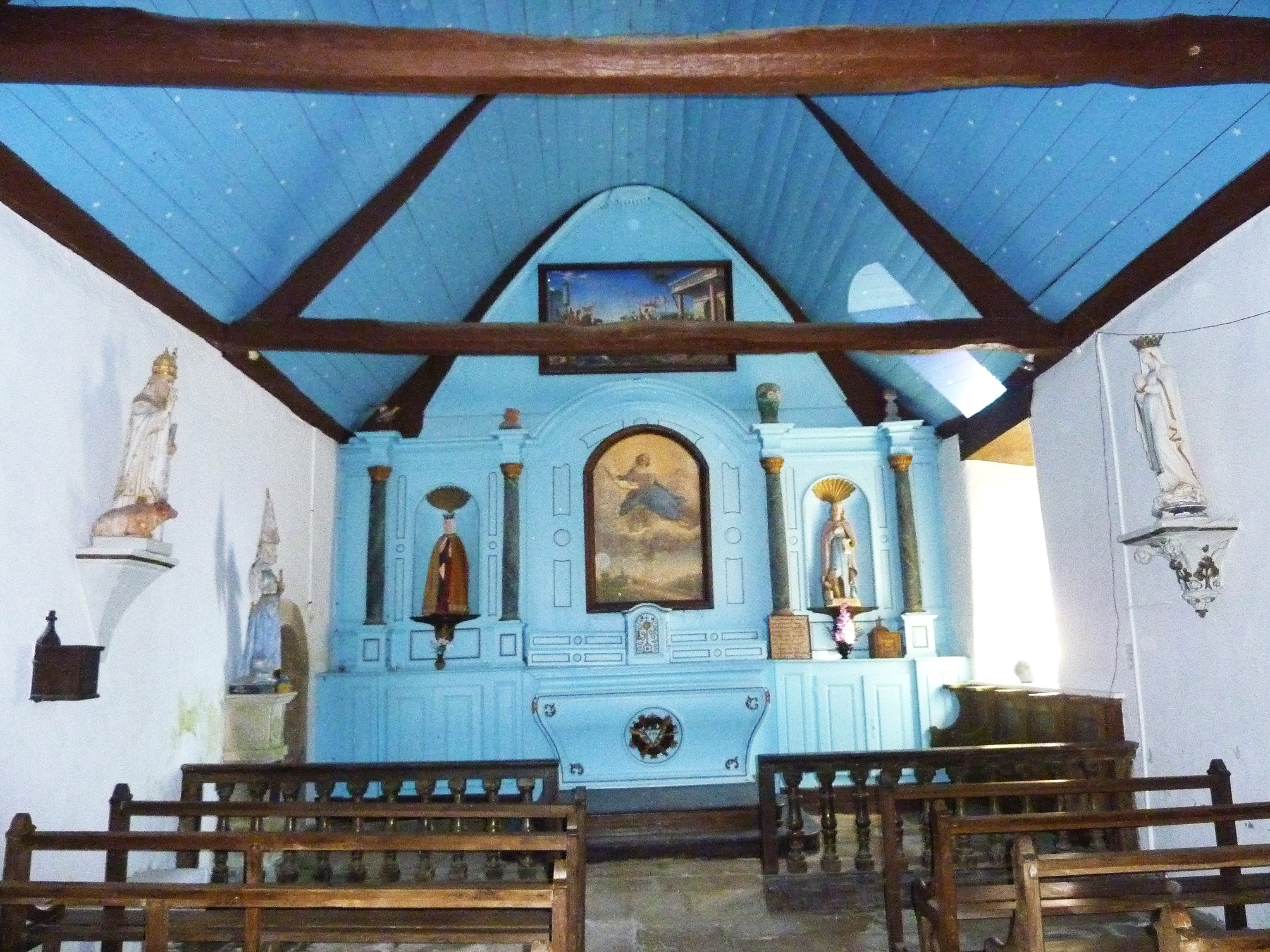
Chapelle Sainte-Catherine de Lizio ː vue intérieure d'ensemble.
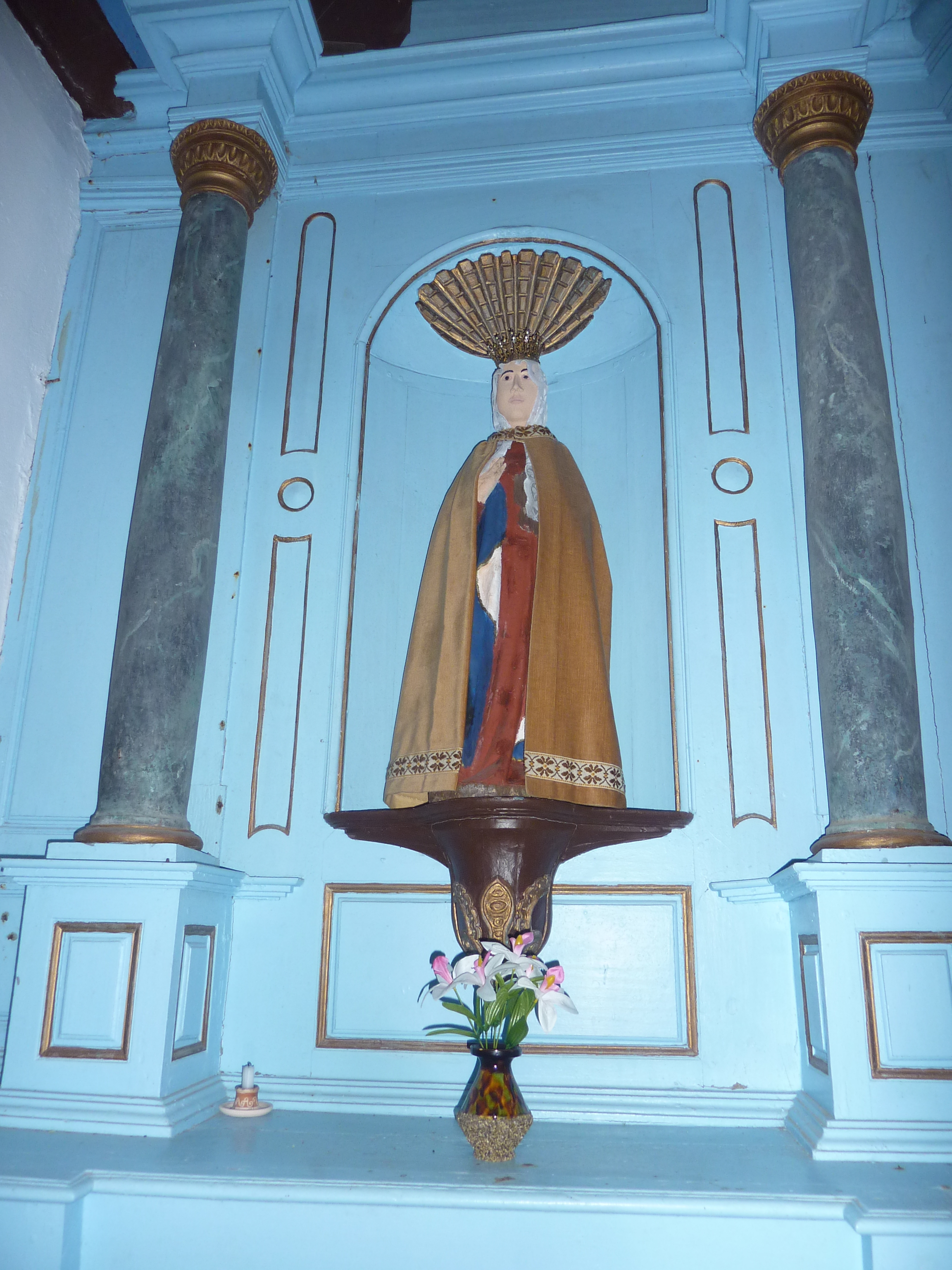
Chapelle Sainte-Catherine de Lizio ː statue de sainte Catherine.
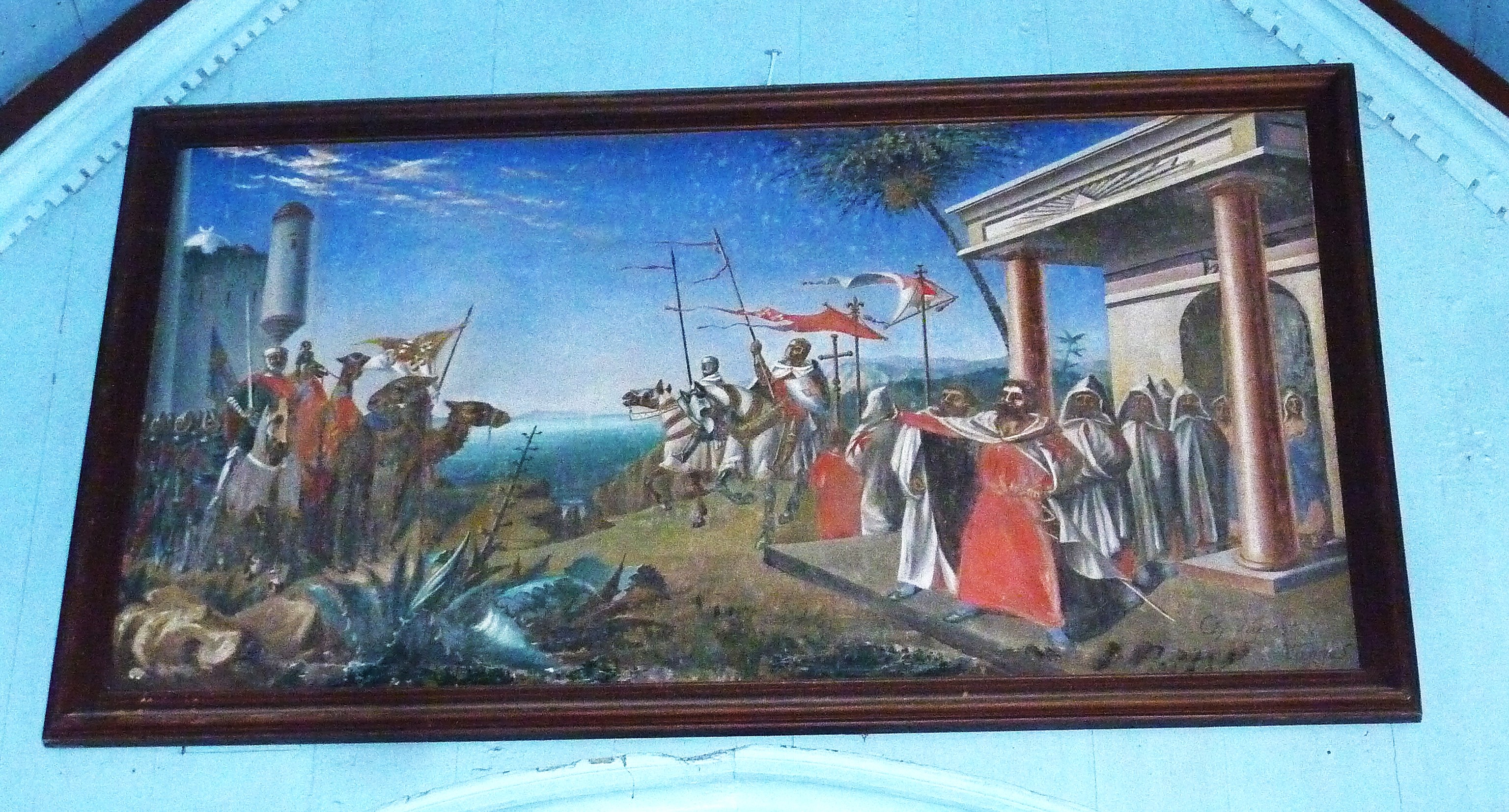
Tableau de Charles Piacentini : La recontre des Templiers et des Croisés (vers 1874).
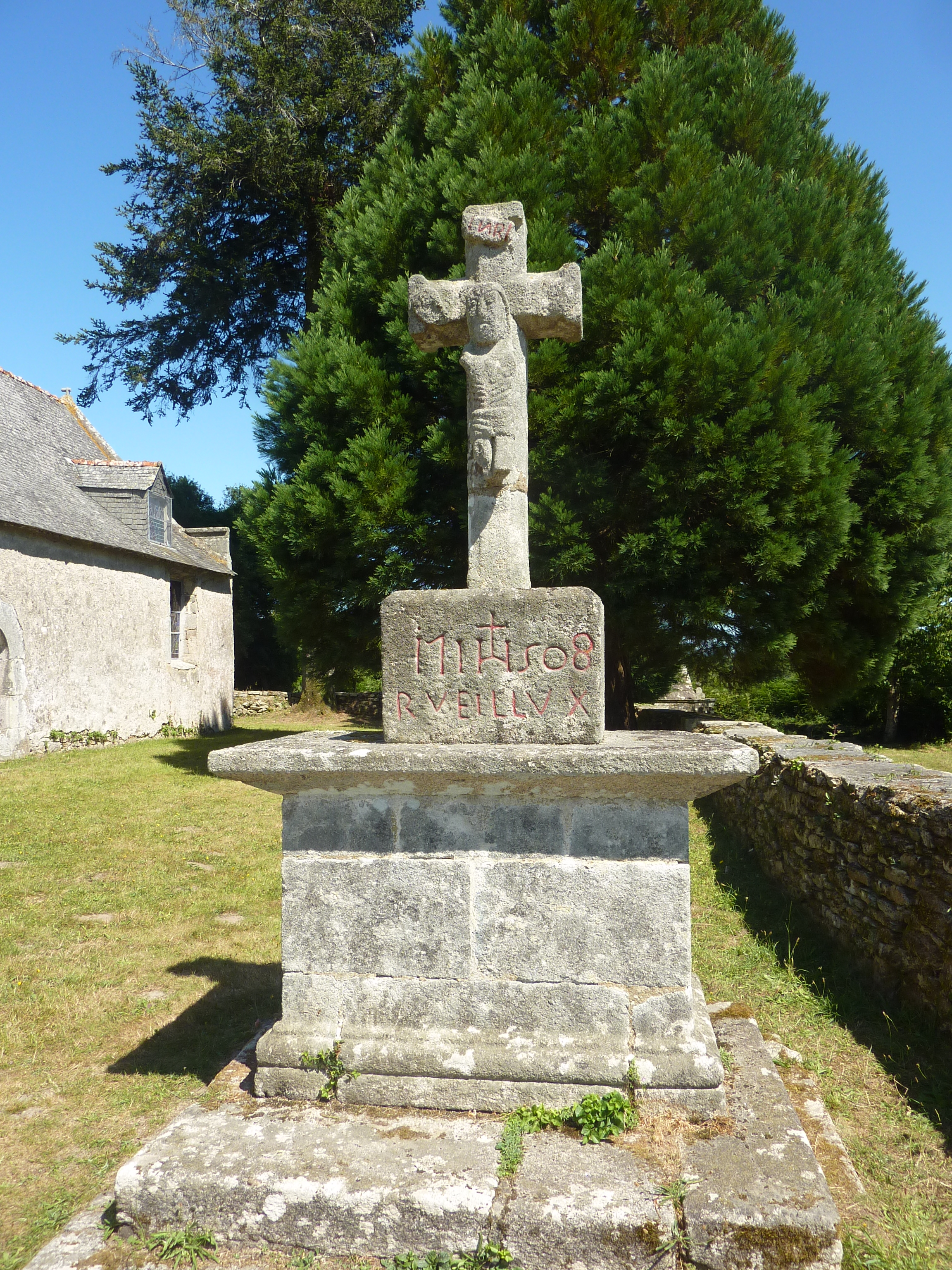
Chapelle Sainte-Catherine de Lizio ː calvaire situé dans l'enclos de la chapelle.
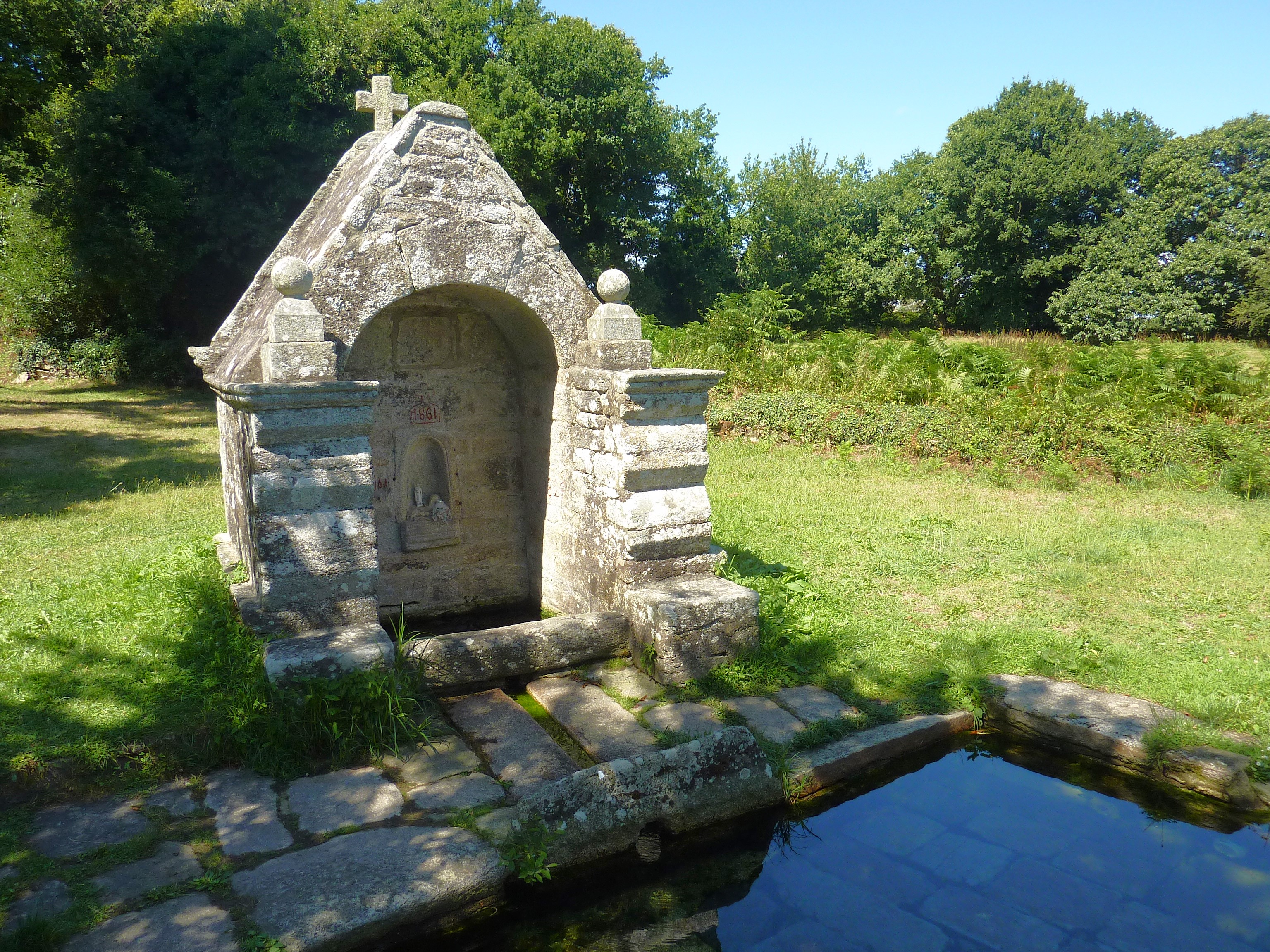
La fontaine de dévotion près de la chapelle Sainte-Catherine.

- Église Notre-Dame-du-Lys, dite aussi "église Saint-Lubin" : une chapelle existait sous ce vocable dès le XIIe siècle à Lizio ; la diversité des piliers intérieurs montre des constructions et reconstructions à des dates variées, la partie centrale de l'église (transept et début de la nef) datant du XVe siècle ; le chœur est plus récent et la façade occidentale, de style néoclassique, date de 1965 ; le transept nord a conservé des sablières sculptées ; l'église possède aussi un oculus axial surmonté d'une niche avec coquille (Lizio fut une étape sur le Chemin de Compostelle, notamment pour les pèlerins venus des Îles Britanniques), composée d'un fronton triangulaire et de deux volutes[89]. Son patrimoine mobilier contient notamment des ciboires et patènes, une croix de procession[90], un confessionnal[91], etc..

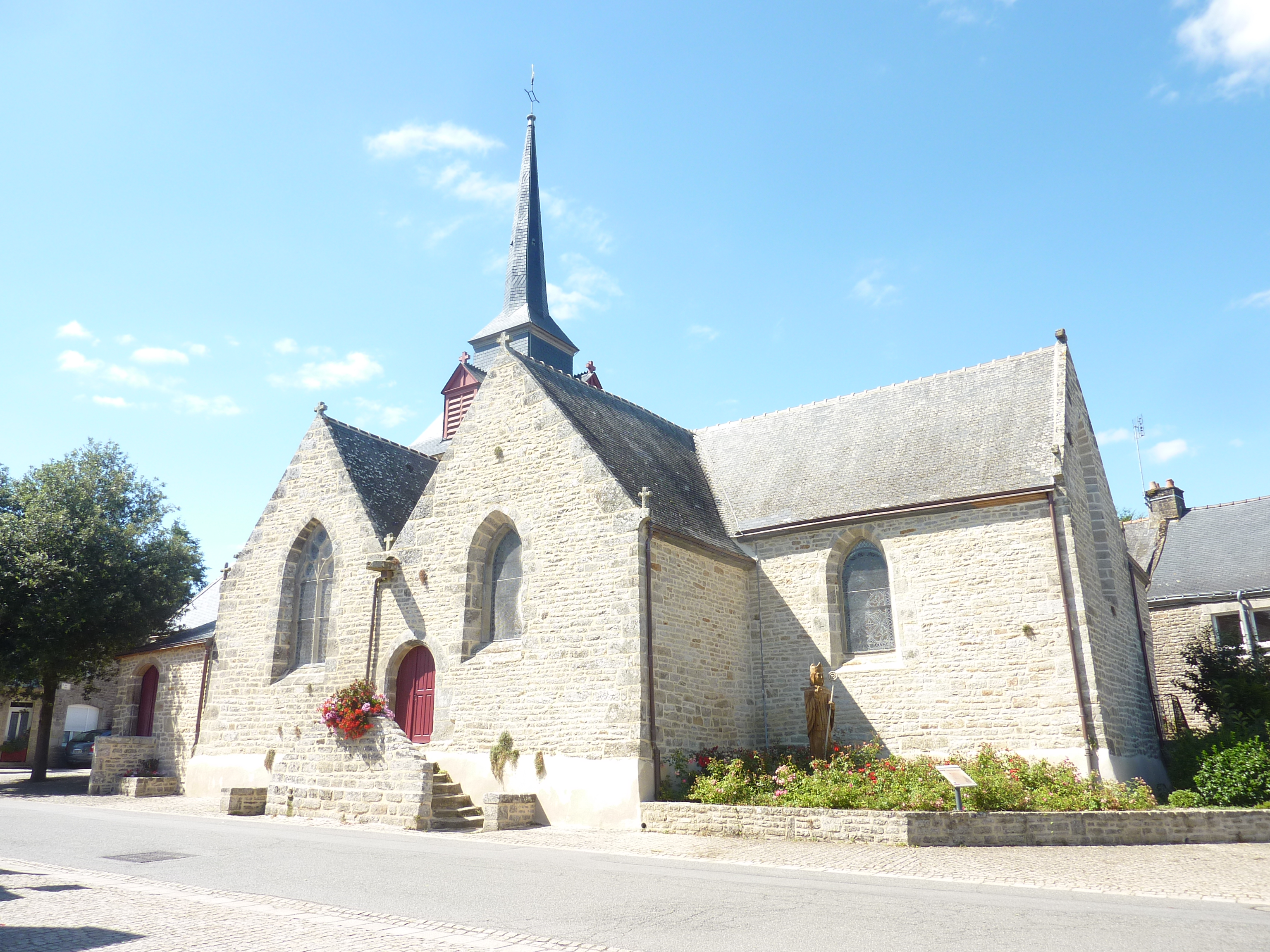
Église Notre-Dame-du-Lys : vue extérieure d'ensemble.
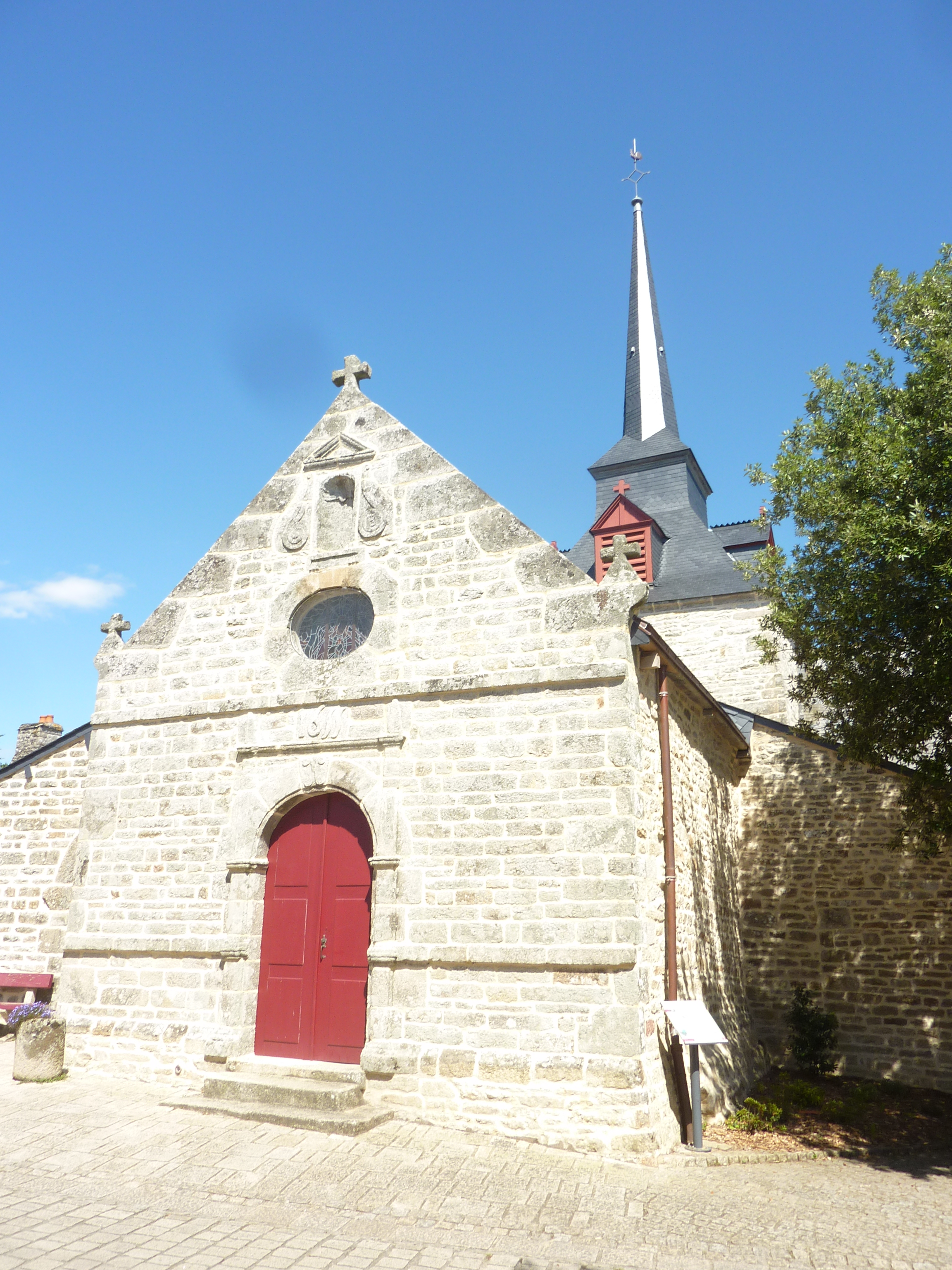
Église Notre-Dame-du-Lys : façade occidentale.
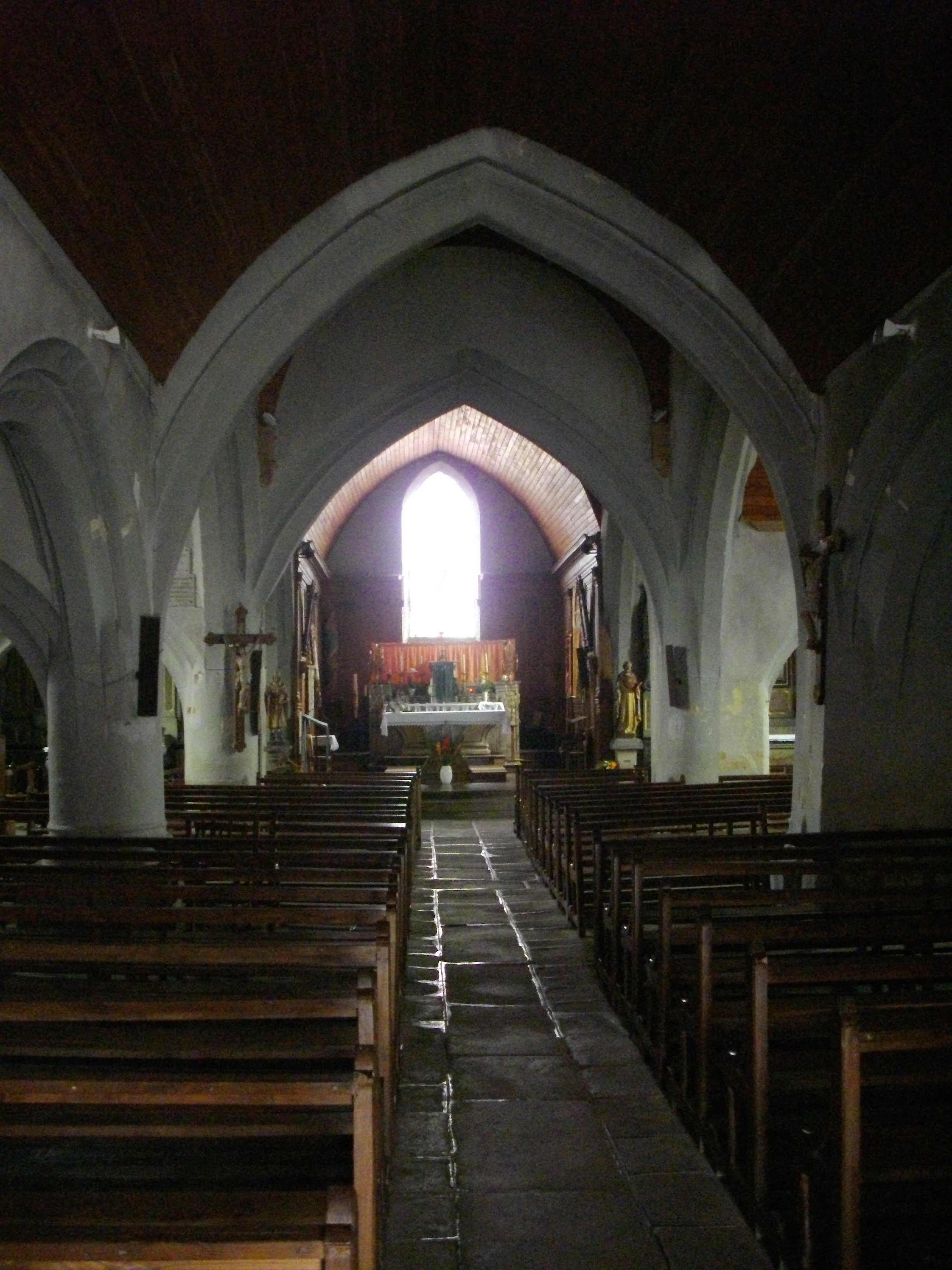
Église Notre-Dame-du-Lys : vue intérieure d'ensemble.
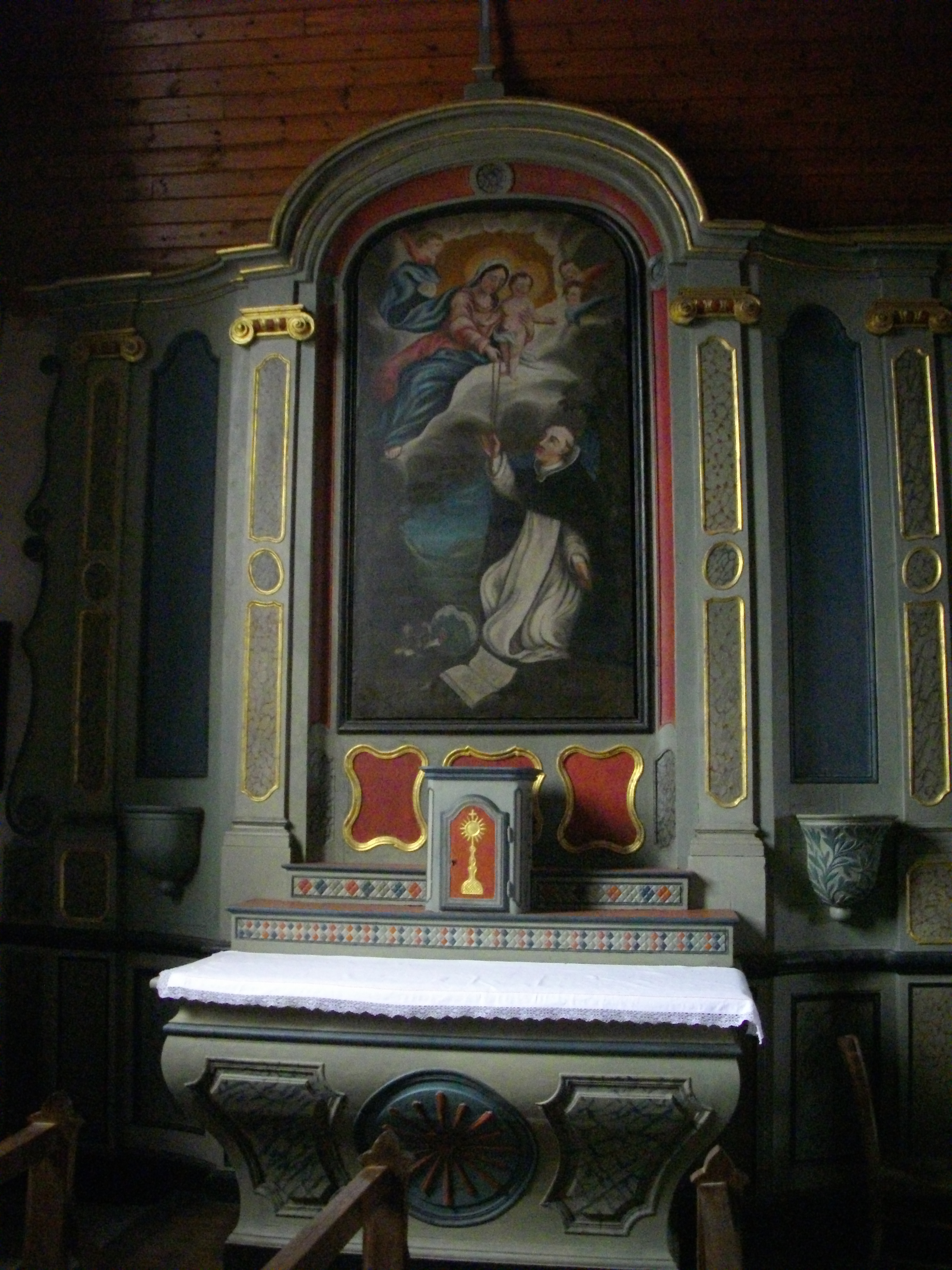
Église Notre-Dame-du-Lys : autel latéral.
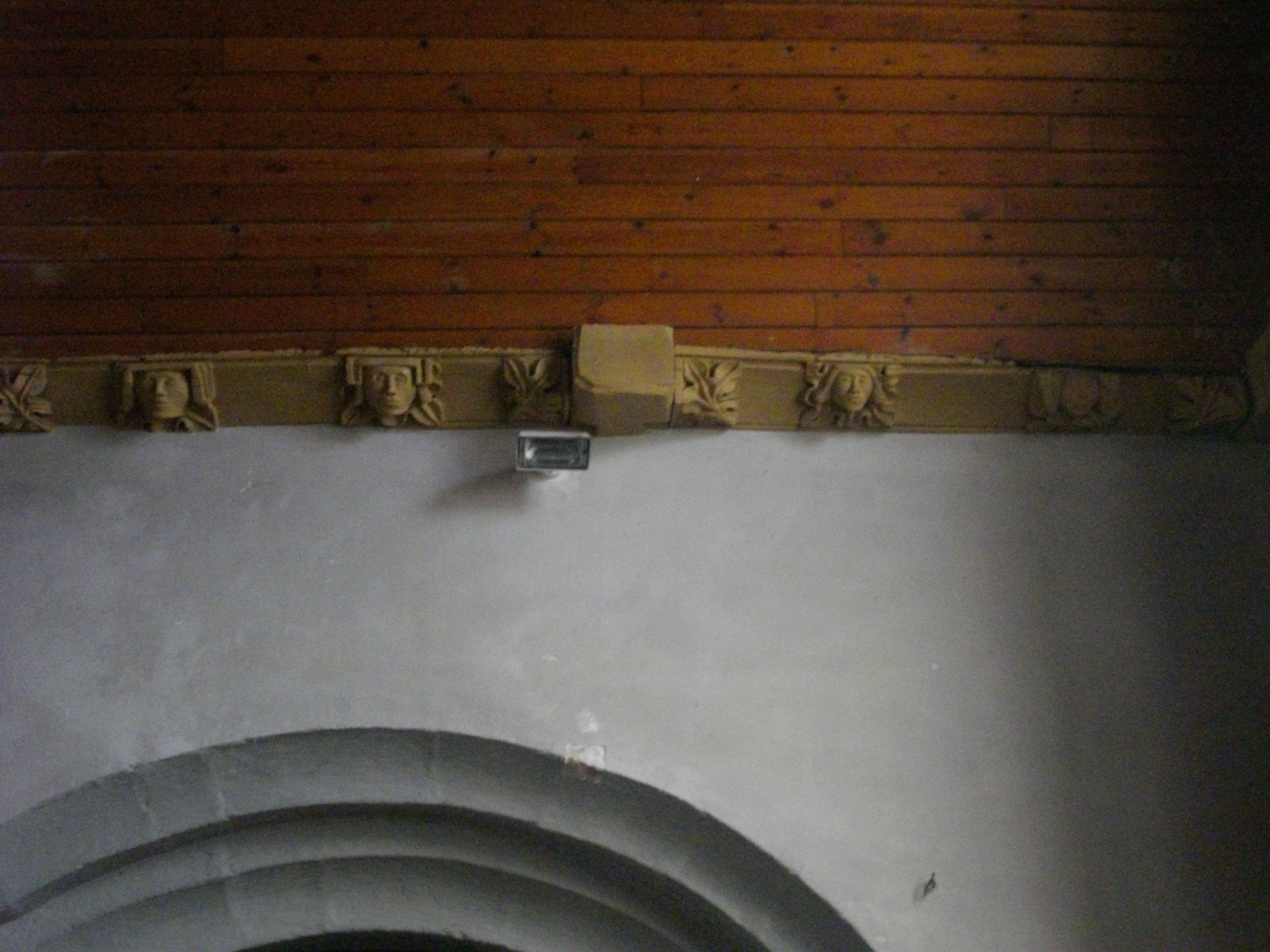
Église Notre-Dame-du-Lys : sablières sculptées.
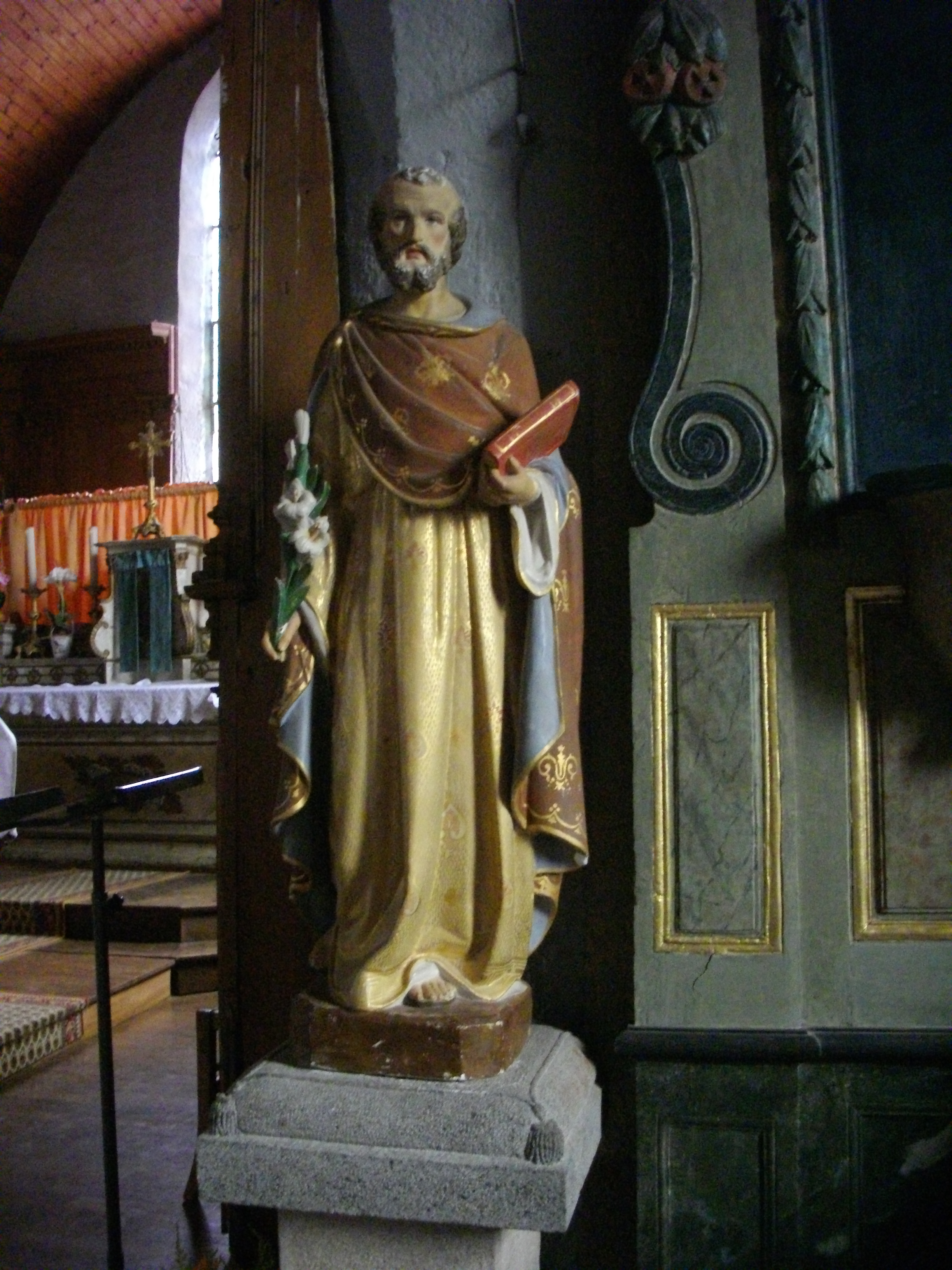
Église Notre-Dame-du-Lys : statue de saint Lubin.
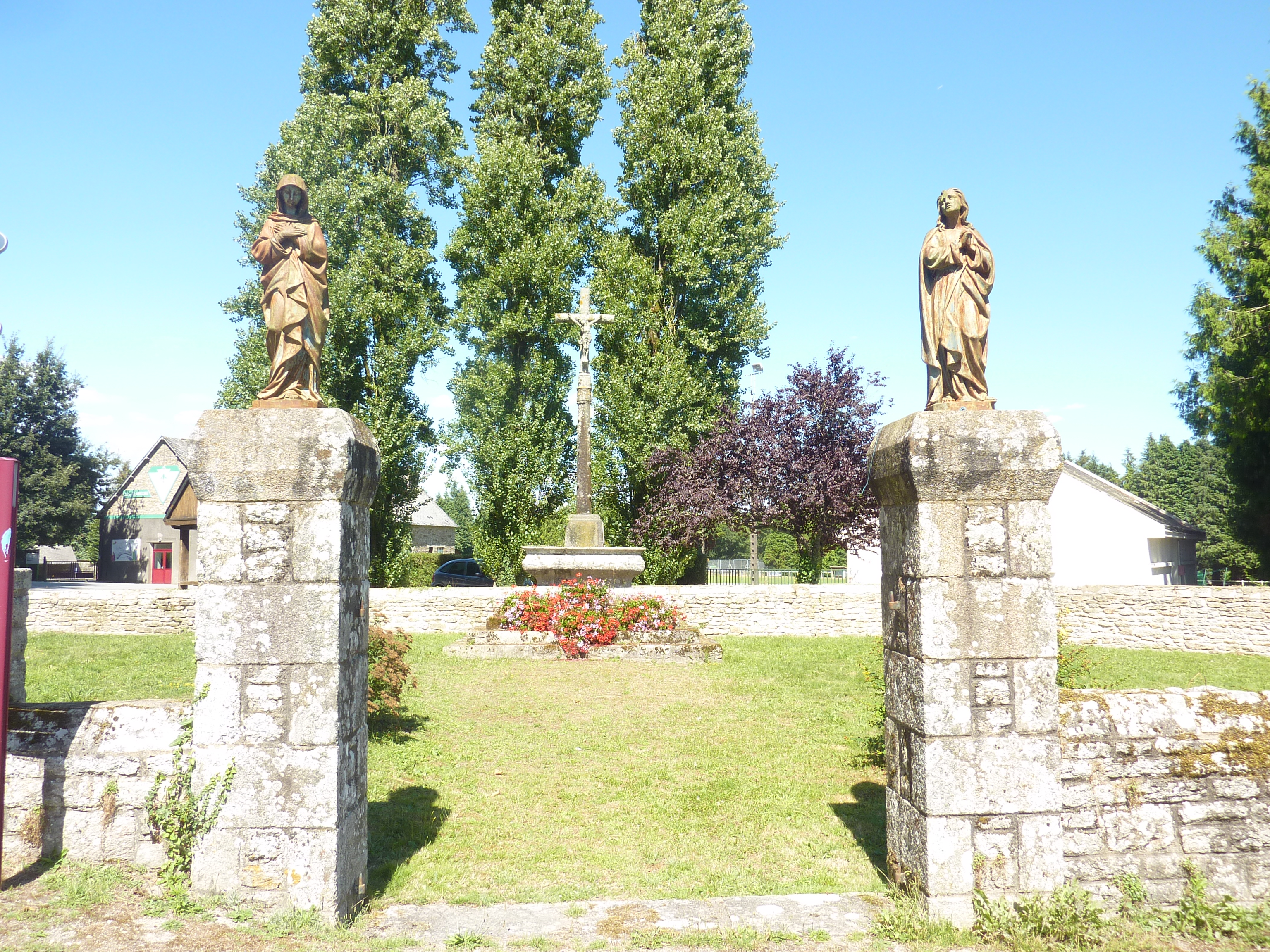
Lizio ː entrée de l'enclos paroissial.

- Chapelle de la Sainte Trinité, à la Ville Guéhard (construite en 1668 par le seigneur des lieux, Clément de Bégasson. Elle possède un appareillage en moellons de granit, une porte en plein cintre et deux œil-de-bœufs ; des travaux de restauration ont été engagés en 2022-2023 avec l'aide de la Fondation du patrimoine[92].
- Plusieurs croix monumentales[93], notamment des croix de chemin (par exemple celle du Temple[94] et celle près de Kerquemaudet)  et des calvaires, dont le calvaire du bourg (il date de la mission de 1896)[95] et le calvaire du Bego [Begaud], don de la famille Allain Mahieux lors de la mission de 1937 ; en tout 32 croix et calvaires sont référencés dans la commune de Lizio[96]

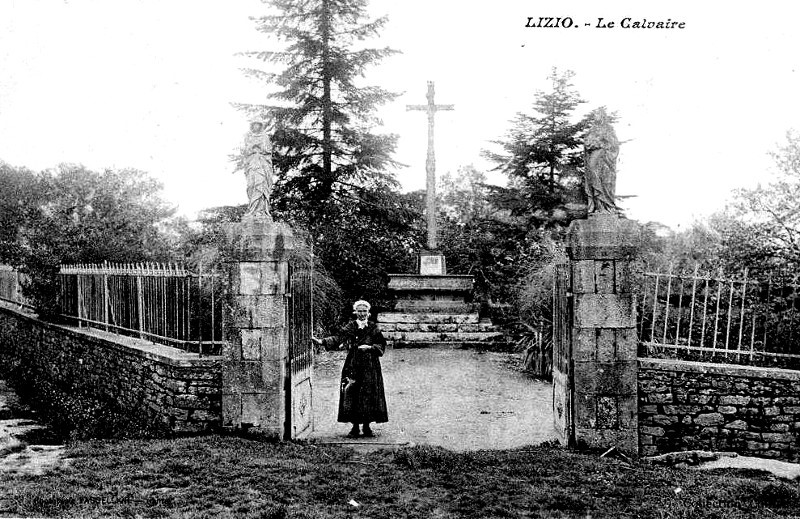
Lizio ː le calvaire du bourg (il date de la mission de 1896) au début du XXe siècle (carte postale Vasselier).
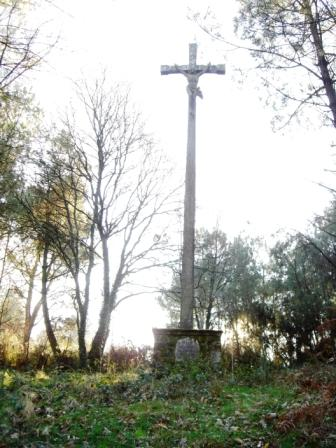
Calvaire du Bégaud (il date de la mission de 1937).

- La fontaine de dévotion de Saint-Lubin[97]

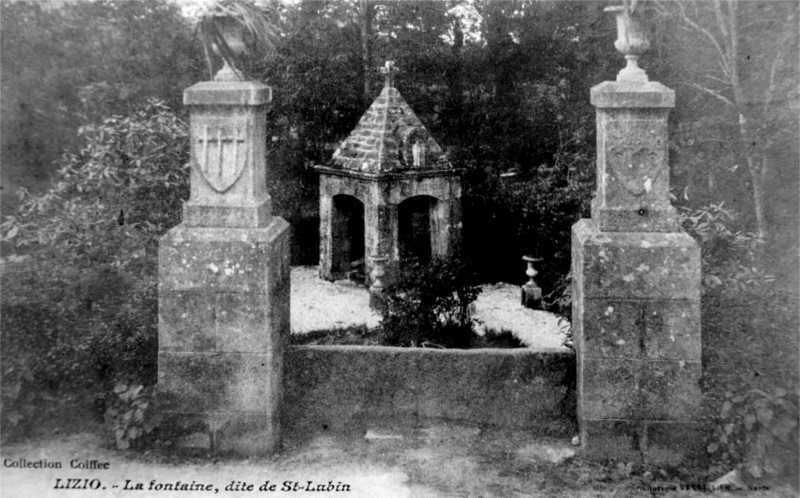
Lizio ː la fontaine Saint-Lubin au début du XXe siècle (carte postale Vasselier).

- Manoir des Castillez date des XVIe et XVIIe siècles, il est inscrit à l'inventaire général du patrimoine culturel[98] ;
- Manoir du Clos date des XVIe et XVIIIe siècles, il est inscrit à l'inventaire général du patrimoine culturel[99] ;
- Manoir de la Ville-Guéhard date des XVIIe et XVIIIe siècles, il est inscrit à l'inventaire général du patrimoine culturel[100].
- Plusieurs maisons ont un intérêt patrimonial. Jusque vers 1950 toutes les façades des maisons étaient construites en pierre avec des encadrements de portes et fenêtres soignés, ce qui donne, notamment au bourg un aspect remarquable ; la "Cour des Artisans" abrite plusieurs maisons des XVIIe siècle, XVIIIe siècle et XIXe siècle[101].

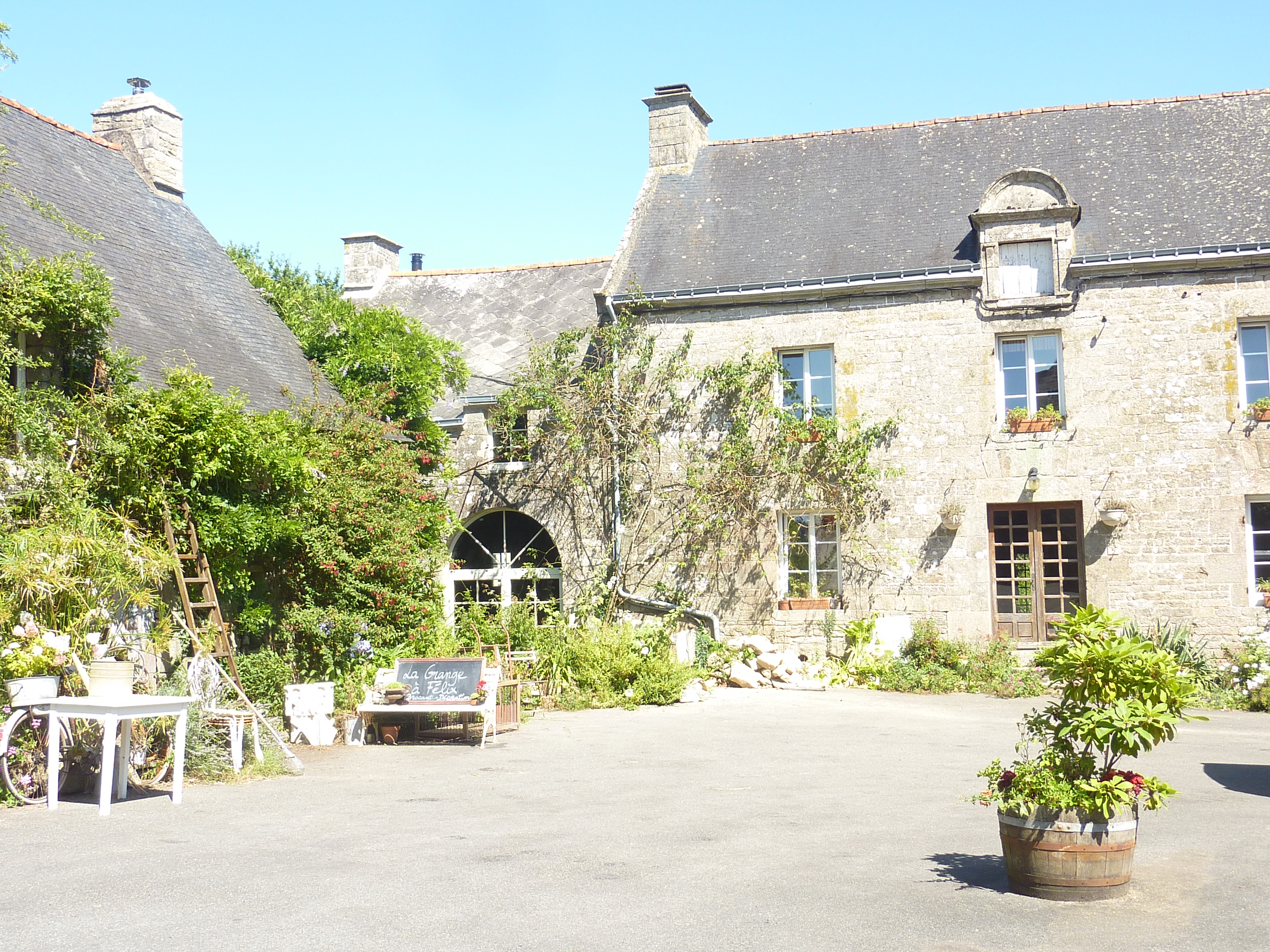
La "Cour des Artisans", vue partielle.
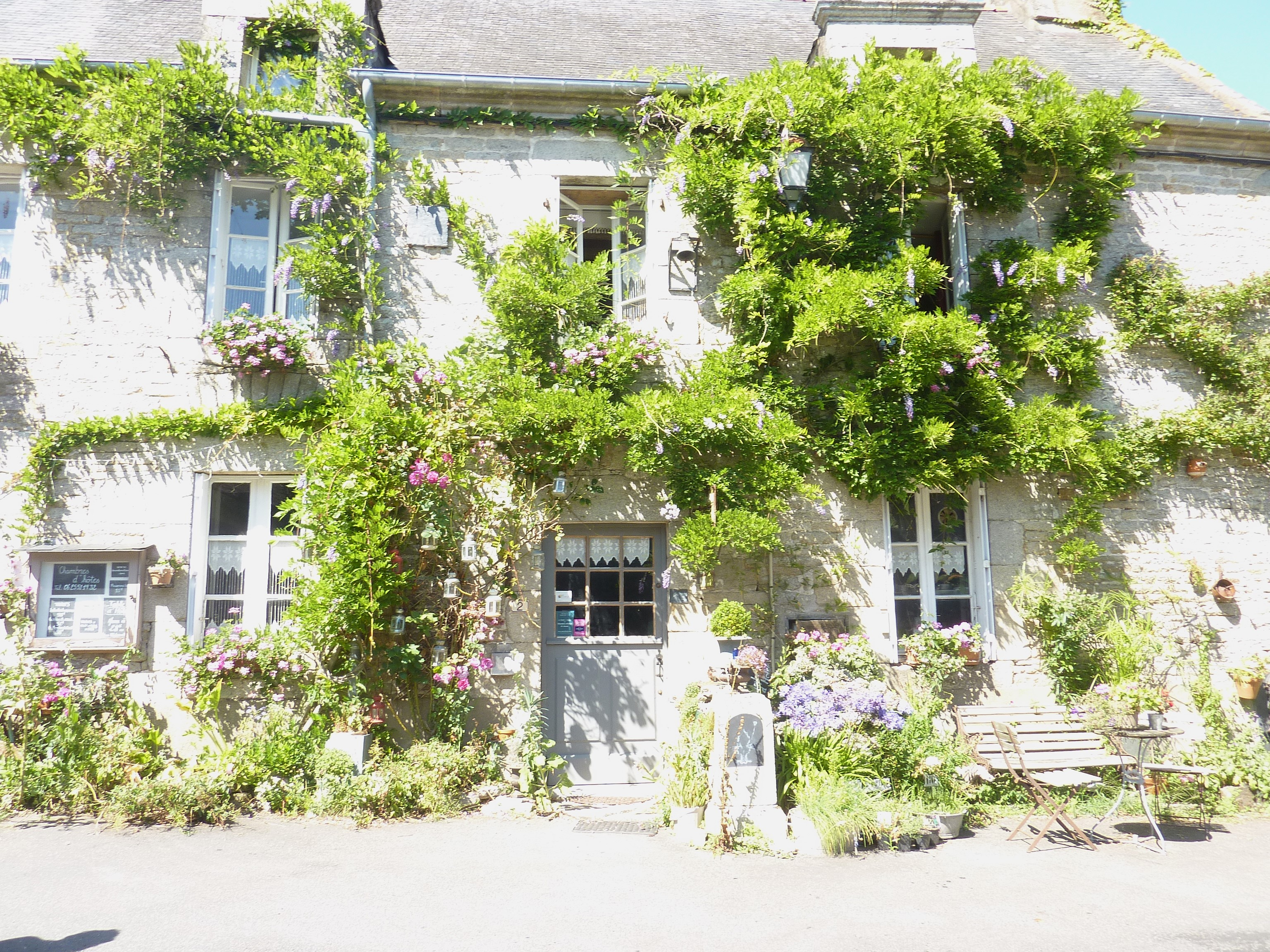
La "Cour des Artisans", vue partielle.
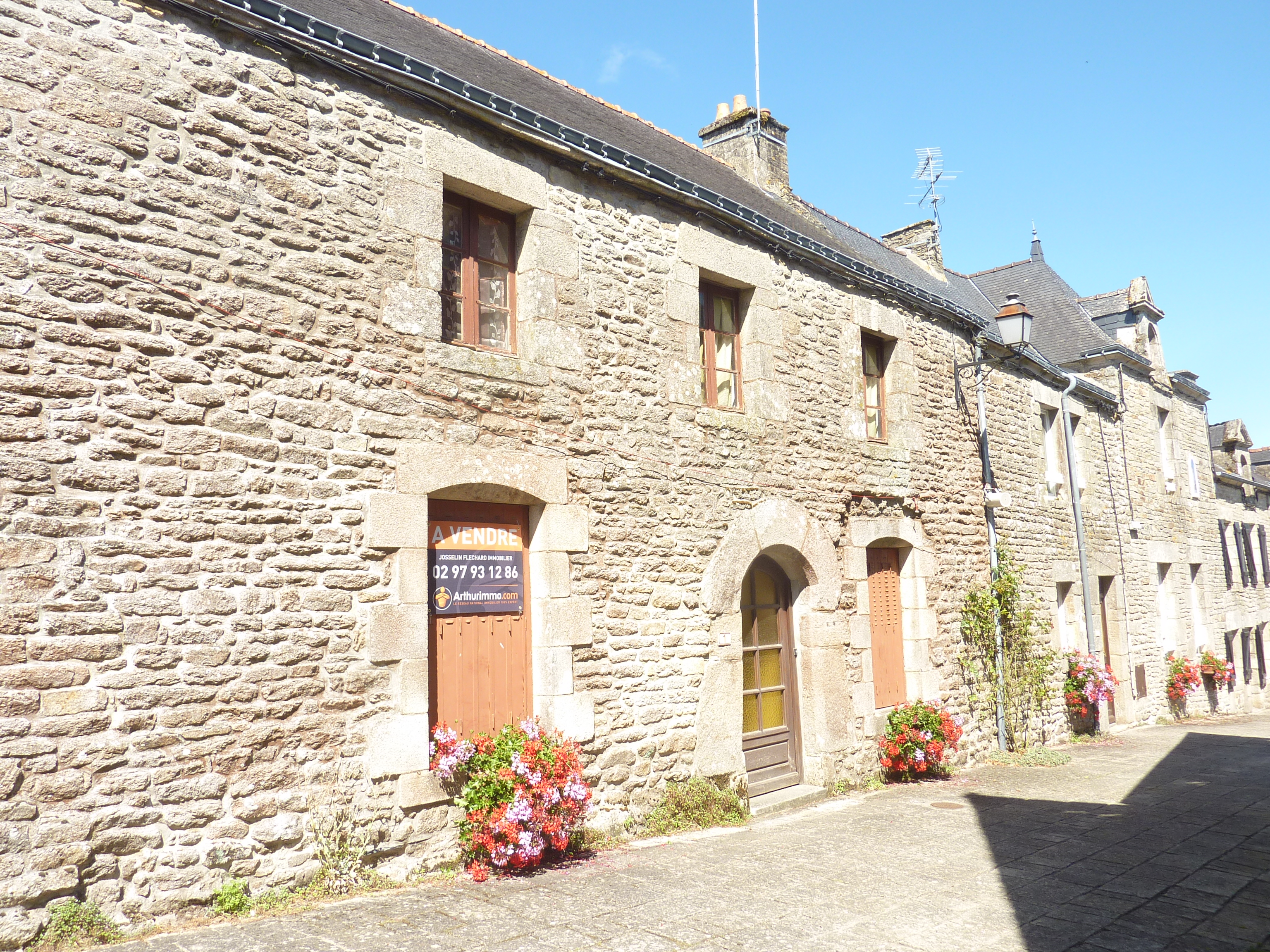
Bourg de Lizio : maisons avec des façades en moellons de granite.
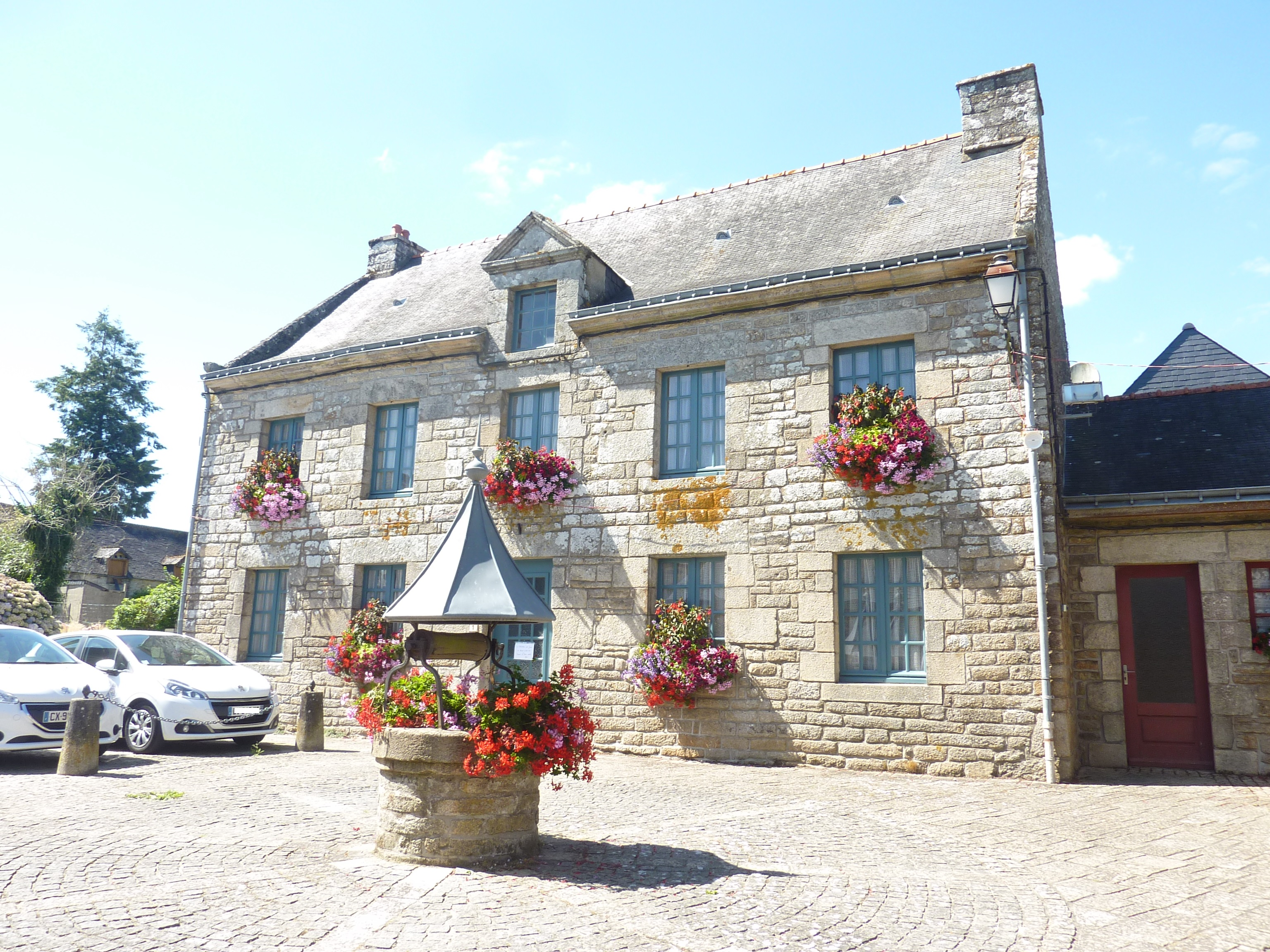
Bourg de Lizio ː maison à façade en moellons de granite et ancien puits.
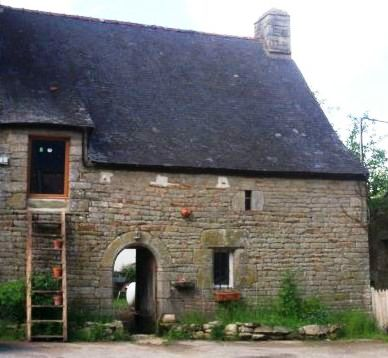
Vieille maison à Lizio datant de 1635.
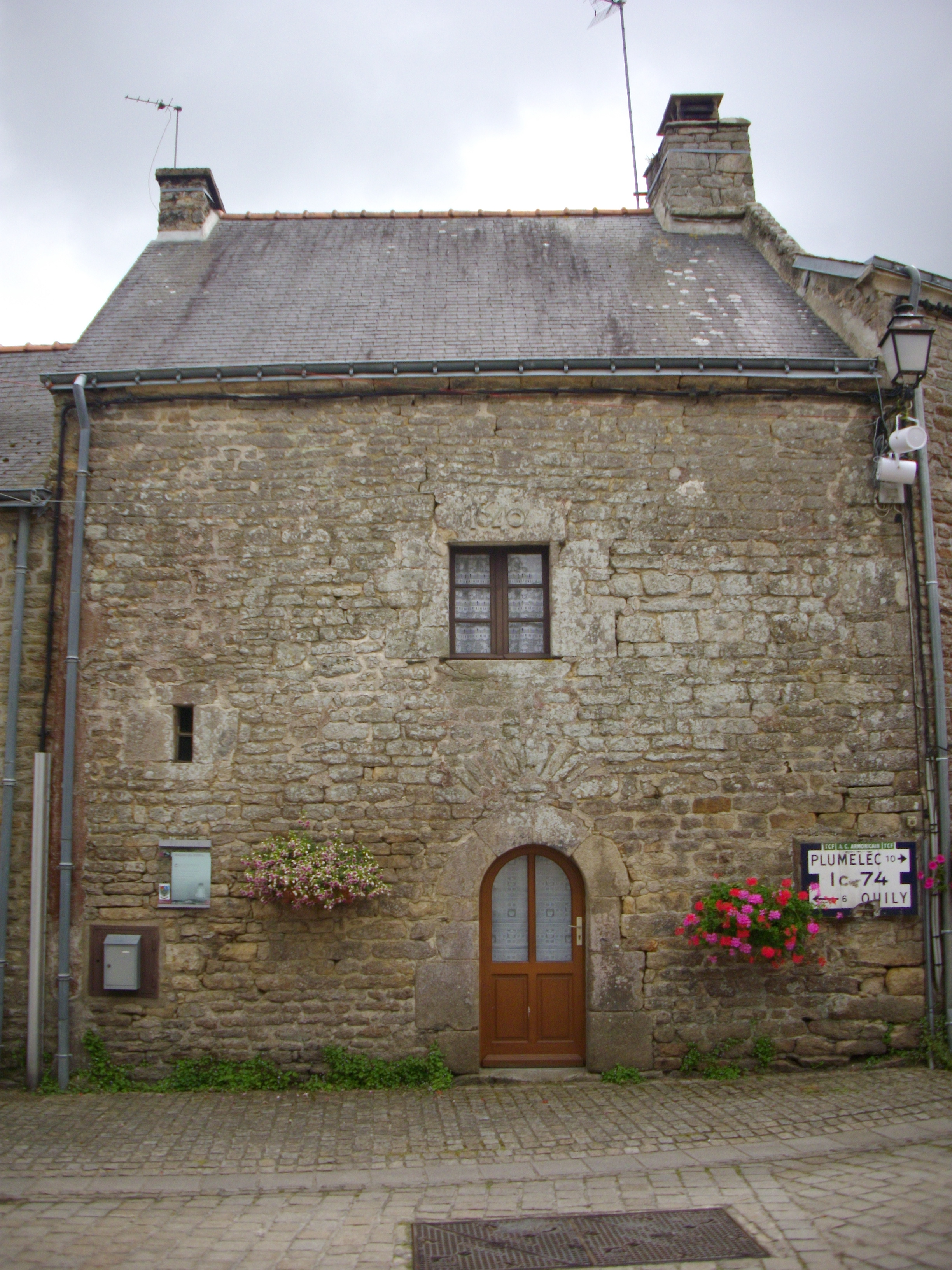
Vieille maison à Lizio datant de 1640.
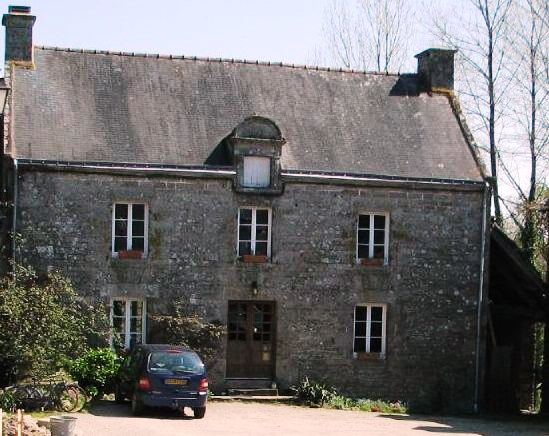
Vieille maison à Lizio datant de 1745.
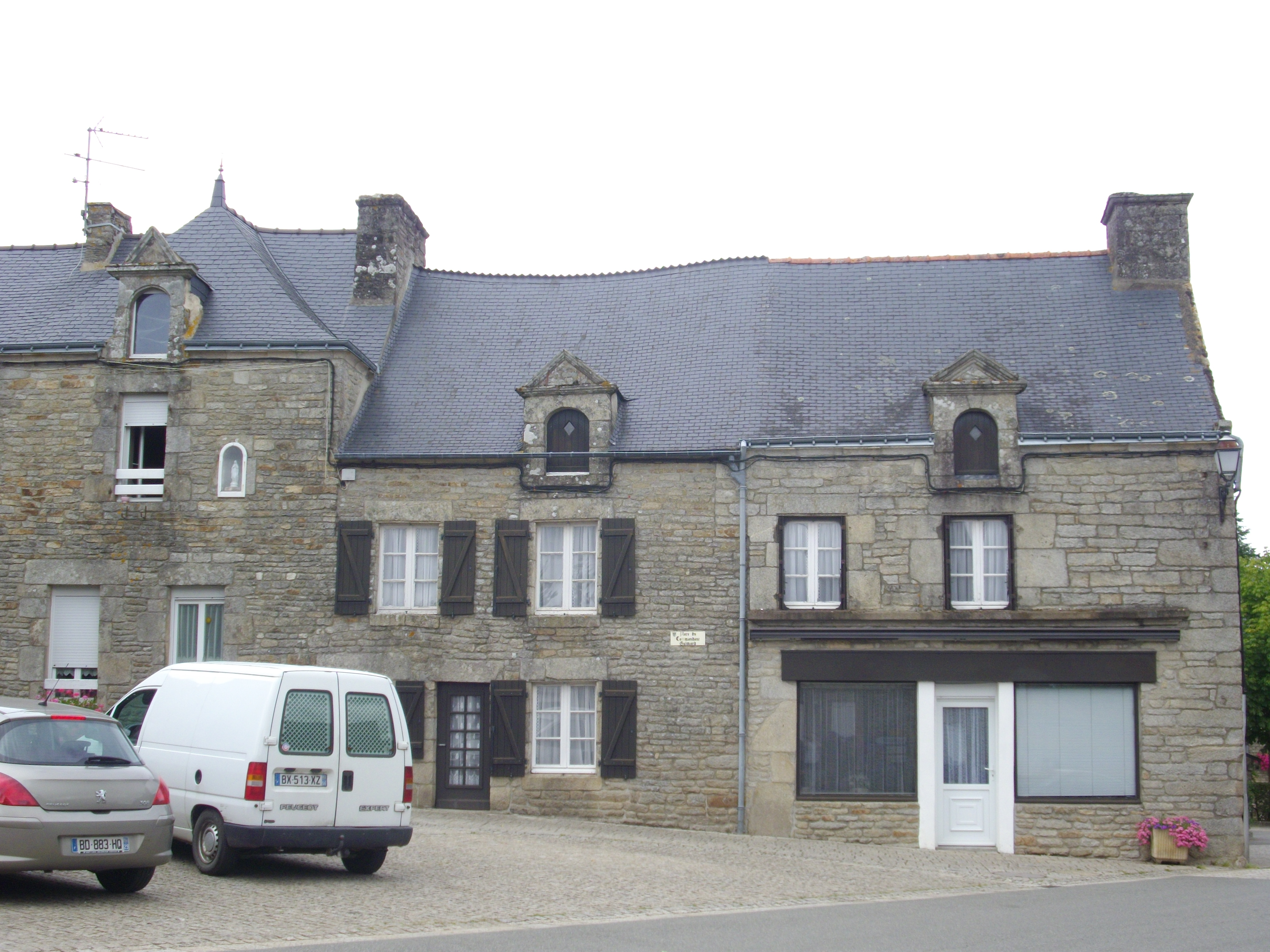
Maisons place du commandant Guimard.

- Plusieurs maisons de prêtres, notamment au Temple[102]. et au Clos[103].
- Le moulin du Val-Jouin.

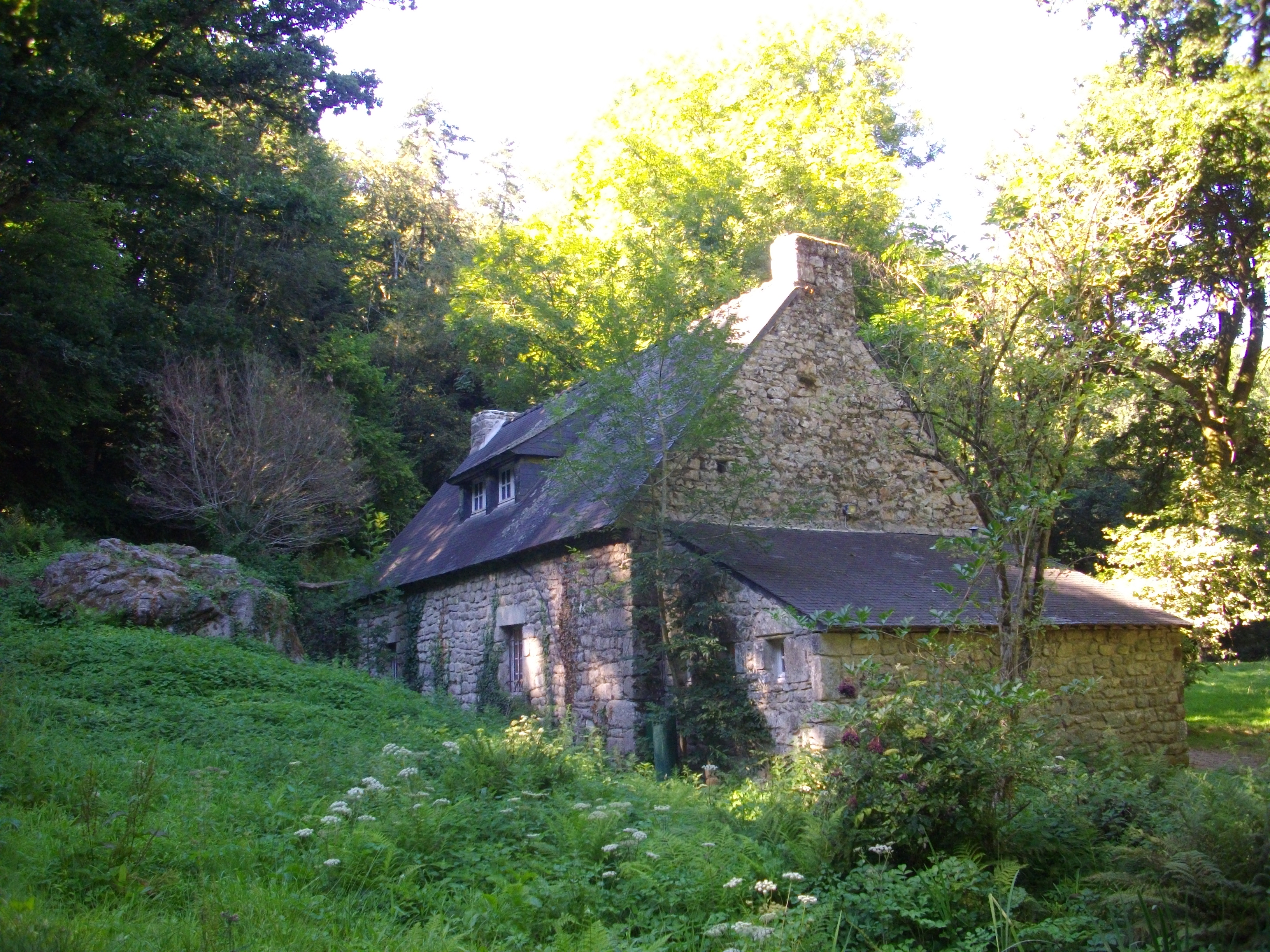
Moulin du Val-Jouin.

### Héraldique
Blasonnement et armoiries

Armoiries liziotaises

Au premier coupé, parti, d’or à la croix pattée alésée de gueules, et d’azur à la coquille d’or, au chef d'hermine plain ; au second coupé, d’argent au chêne arraché de sinople englandé de huit fruits d’or.
Origine et analyse
La création des armoiries attachées à la municipalité de Lizio est mal connue, notamment démarche, conception et datation précises ; néanmoins, elles semblent relativement récentes et ne furent certainement créées que dans les années 1990, comme les armoiries de nombreuses municipalités françaises. En outre, on peut tout de même décrypter ces armoiries qui, pour n'être pas très anciennes, n'en ont pas moins en rapport avec l'histoire et l'identité de Lizio : 
1. Le chef d'hermine rappelle l'identité bretonne de la municipalité de Lizio.
2. La croix pattée de gueules fait référence à la présence supposée de Templiers dans la trève médiévale de Lizio ; on ne connait pas plus précisément l'histoire des Templiers de Lizio mais d'après l'histoire générale de l'ordre du Temple, on devine qu'ils ne purent s'installer à Lizio qu'entre 1129 (concile de Troyes) et 1312 (suppression de l'ordre par le Pape Clément V).
3. La coquille Saint-Jacques d'or rappelle que Lizio se situe sur un des chemins du pèlerinage chrétien vers Saint-Jacques-de-Compostelle en Espagne actuelle, un pèlerinage qui se développa à partir du XIIe siècle[105].
4. Le chêne de sinople englandé de huit fruits d'or...

## Personnalités liées à la commune
- Émile Guimard, né le 14 juin 1915 à Lizio, résistant pendant la Seconde Guerre mondiale (sous le pseudonyme de « Charette »), lutta contre le Service du travail obligatoire et organisa le maquis de Saint-Marcel[106].